# Saint-Jean-de-Braye
Pour les articles homonymes, voir Saint-Jean et Braye.
Cet article possède un paronyme, voir Saint-Jean-de-Daye.
Saint-Jean-de-Braye, orthographié « Saint-Jean de Braye » sur le site de la commune (graphie non officielle), est une commune française située dans le département du Loiret en région Centre-Val de Loire.
La commune fait partie du périmètre du Val de Loire inscrit depuis 2000 sur la liste du patrimoine mondial de l'UNESCO en tant que paysage culturel exceptionnel. Longtemps restée commune rurale avec ses vergers et ses vignes, c'est aujourd'hui une ville industrielle de près de 22 088 habitants (en 2022 ), faisant partie de la Métropole d'Orléans, qui participe aux pôles de compétitivité orléanais axés sur la chimie et l'électronique. Il y existe un dynamisme associatif avec près de cent-trente associations culturelles et sportives.

## Toponymie
Le nom de la commune est dérivé directement de celui de l'église paroissiale Saint-Jean-Baptiste, située dans l'ancien village sur un promontoire en bord de Loire.
Braye, du gaulois braga, qui signifie « lieu marécageux » ou « lieu humide »[réf. nécessaire], semble faire référence à la position de l'église à proximité immédiate de la Loire. Lors de la fixation du toponyme, le cours du fleuve laissait probablement un espace marécageux ou une grève au pied de l'édifice[réf. nécessaire] .
 Braye vient d'un mot gaulois braca ou braga, qui a donné Braie ou Braye en français et qui signifie barrage pour prendre le poisson; le village est nommé ainsi à cause des pêcheries dans la Loire[réf. nécessaire] .
Saint-Jean-de-Braye aurait été nommé également « Saint Jean de Bionne » avant 1150. Bionne est un ancien fief actuellement situé sur la commune de Chécy. Il a donné son nom à la rivière qui le jouxte, ainsi qu'à la commune de Boigny-sur-Bionne. Ce Saint-Jean évoque Saint Jean Baptiste et non l'Évangéliste.

La raison du choix de saint Jean-Baptiste comme patron de l'église locale n'est pas connue. Cependant son patronage est fréquent dans la région, ainsi que le montre le cas de paroisses proches : Saint-Jean-de-la-Ruelle et Saint-Jean-le-Blanc. On évoque aussi la coutume orléanaise des feux de la Saint-Jean le 24 juin comme étant l'origine du choix du patron.

## Géographie

Représentations cartographiques de la commune
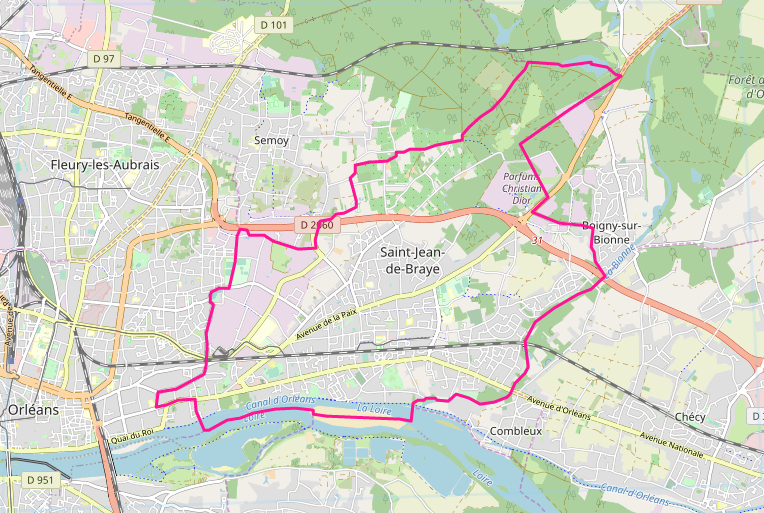
Carte OpenStreetMap.
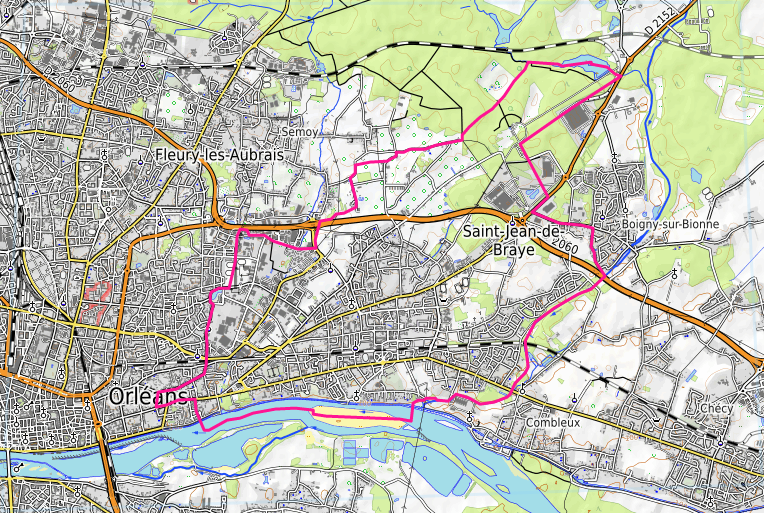
Carte topographique.

### Situation
La ville est située dans la région naturelle du Val de Loire, au point le plus septentrional de la Loire, dans l'aire urbaine et l'unité urbaine d'Orléans. Le site de bord de Loire sur un promontoire offre une vaste vue sur le paysage ligérien et sur la cathédrale d'Orléans. Les centres-villes d'Orléans et Saint-Jean-de-Braye sont distants de 5 km environ. L'autoroute A10 est à une distance de 15 km et la  RN 20 à 11 km. On peut ainsi rejoindre Paris, distant de 137 km par l'A10 et 126 km par la RN 20. Les deux ponts les plus proches sont le pont René-Thinat à Orléans (à 4,5 km), et le pont de Jargeau (à 14 km).

### Communes limitrophes
|         | Semoy               | Marigny-les-Usages Boigny-sur-Bionne |
| Orléans | Saint-Jean-de-Braye | Chécy                                |
|         | La Loire            | Combleux                             |

### Géologie et relief

Carte géologique de la commune de Saint-Jean-de-Braye.
Fz : Alluvions récentes des lits mineurs (Holocène)
Fw : Alluvions de haute terrasse de la Loire (Pléistocène (Riss))
m3-p1SASo : Sables et argiles de Sologne (Langhien supérieur à Pliocène inférieur.)
m2MSO : Marnes et sables de l'Orléanais (Burdigalien)
m1MBI : Marnes de Blamont (Aquitanien)
m2MCO : Marnes et calcaires de l'Orléanais (Burdigalien)
m1CPi : Calcaires de Pithiviers (Aquitanien)

La région d’Orléans se situe dans le sud du Bassin parisien, vaste cuvette composée d’un empilement de couches sédimentaires d’origines essentiellement détritiques (issus de l’érosion d’anciennes chaînes de montagnes) et carbonatées (précipitation de carbonate de calcium). Ces dépôts s'étagent du Trias (- 250 millions d’années) au Pliocène (- 23 millions d’années) et se font surtout en contexte marin, mais aussi en milieu lacustre. Les successions de périodes glaciaires et interglaciaires au Quaternaire aboutissent à la configuration géomorphologique actuelle : altération plus ou moins profonde des roches en place, terrasses alluviales anciennes perchées sur les plateaux et incision de la vallée actuelle de la Loire,.
Les calcaires de Beauce, qui constituent le socle du territoire communal, se forment à l'Aquitanien (de - 23 à - 20,5 millions d’années). Leur partie supérieure, les calcaires de Pithiviers (m1CPi), les marnes et calcaires de l’Orléanais (m2MCO) et les marnes de Blamont (m1MBI), affleure sur les flancs des vallées de la Bionne, de l'Oussance et de l'Égoutier,. Les calcaires de Beauce sont recouverts par les sables de l'orléanais ( m2MSO), premiers dépôts burdigaliens (de – 20,44 à – 15,97 millions d'années), englobant le bourg. Les sables sont essentiellement composés de grains de quartz émoussés, accompagnés de feldspaths kaolinisés et friables, de silex à patine noire et de graviers calcaires particulièrement fréquents à la base de la formation,. Cette formation est elle-même surmontée par les sables et argiles de Sologne (m3-p1SASO), datés du Langhien supérieur au Pliocène inférieur, une formation composée de sables (quartz gneissique ou granitique) argileux très grossiers à fins et de lentilles d’argile verte, pure ou sableuse, occupant une partie est de la commune. Divers alluvions complètent cette stratigraphie géologique : des alluvions fluviatiles anciennes, les hautes terrasses de la Loire, comprises entre 10 et 30 m (Fw) et affleurant dans le sud du territoire communal, et des alluvions plus récentes, datant de l'Holocène (Fz), situées dans le fond de la vallée de l’Oussance et dans le lit majeur de la Loire.
Fragmentés et fissurés, les calcaires peuvent être le siège de phénomènes karstiques. Les circulations préférentielles d’eaux souterraines érodent ces calcaires en profondeur et entraînent la formation de dépressions, gouffre ou dolines. Les manifestations en surface de ces fragilités ne sont pas rares dans la région orléanaise. Des cavités ont été inventoriées par le service régional Centre du BRGM, en octobre 2003. 40 ont été dénombrées sur l’ensemble de la commune, dont un gouffre et des dolines (dépressions circulaires ou elliptiques liées à l'activité karstique).
Le territoire communal est relativement plat puisque la dénivelée maximale est de 32 mètres. L'altitude du territoire varie en effet de 95 mètres à 127 mètres,.

### Hydrographie

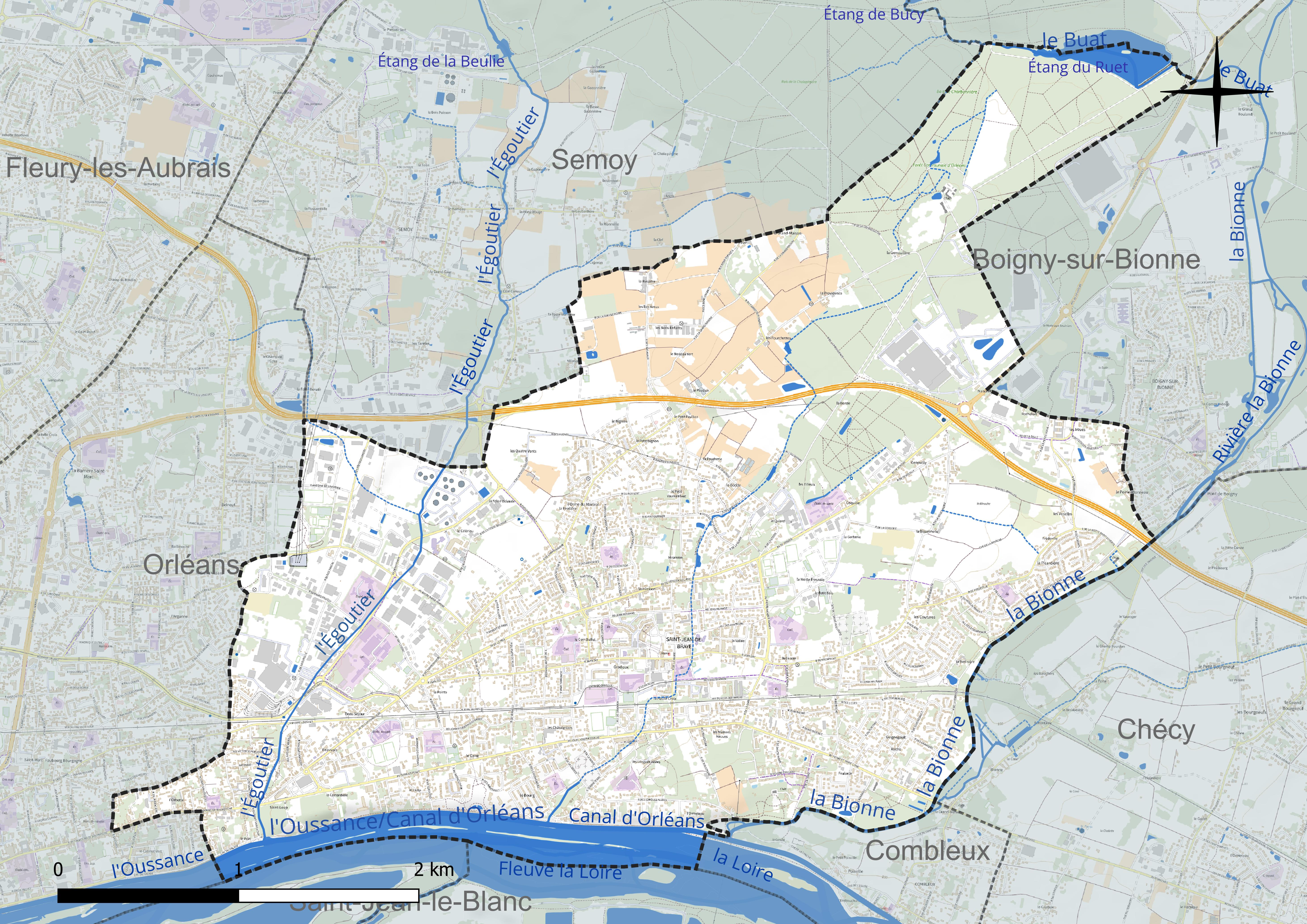
Réseau hydrographique de Saint-Jean-de-Braye.

Le site est marqué par le lit de la Loire. La commune est en partie inondable, et a fait face à plusieurs crues exceptionnelles, notamment dans certaines parties du vieux bourg, en 1846, 1856 et 1866. En période d’étiage l’été, de larges bancs de sable occupent le lit mineur. En période de crues, les bords de Loire sont inondés, les îles sont submergées et les arbres ont souvent un ou deux mètres de tronc sous l’eau. Le débit de la Loire augmente, elle charrie des végétaux. Enfin, à une échelle plus grande, il a existé des variations du lit de la Loire dans le passé : le tracé des îles, notamment, change.
La commune est inscrite au plan de prévention des risques d'inondations (PPRI) de la vallée de la Loire, dans la section « agglomération d'Orléans », approuvée le 2 février 2001.
Le canal d'Orléans longe la Loire sur sa partie nord.
La Bionne est une petite rivière qui constitue la limite est de la commune. Elle se jette dans le canal d'Orléans en limite ouest de Combleux. Le Ruet, petit ruisseau qui provient d'étangs de Marigny-les-Usages, forme un étang à l'extrémité nord de la commune, dans le parc de Charbonnière. C'est un affluent de la Bionne. Deux autres ruisseaux, busés au XXe siècle, sont présents sur le territoire : l'Égoutier, à l'ouest, en provenance de Semoy, et la Corne, au centre, qui prend sa source à la Borde.

### Climat
Pour des articles plus généraux, voir Climat du Centre-Val de Loire et Climat du Loiret.
En 2010, le climat de la commune est de type climat océanique dégradé des plaines du Centre et du Nord, selon une étude du CNRS s'appuyant sur une série de données couvrant la période 1971-2000. En 2020, Météo-France publie une typologie des climats de la France métropolitaine dans laquelle la commune est exposée à un climat océanique altéré et est dans la région climatique Moyenne vallée de la Loire, caractérisée par une bonne insolation (1 850 h/an) et un été peu pluvieux.
Pour la période 1971-2000, la température annuelle moyenne est de 10,9 °C, avec une amplitude thermique annuelle de 15,3 °C. Le cumul annuel moyen de précipitations est de 677 mm, avec 11,2 jours de précipitations en janvier et 7,2 jours en juillet. Pour la période 1991-2020, la température moyenne annuelle observée sur la station météorologique de Météo-France la plus proche, sur la commune de Fleury-les-Aubrais à 4 km à vol d'oiseau, est de 11,7 °C et le cumul annuel moyen de précipitations est de 728,8 mm,. Pour l'avenir, les paramètres climatiques de la commune estimés pour 2050 selon différents scénarios d'émission de gaz à effet de serre sont consultables sur un site dédié publié par Météo-France en novembre 2022.
| Mois                                  | jan.           | fév.             | mars           | avril         | mai           | juin         | jui.           | août          | sep.           | oct.            | nov.           | déc.             | année     |
| ------------------------------------- | -------------- | ---------------- | -------------- | ------------- | ------------- | ------------ | -------------- | ------------- | -------------- | --------------- | -------------- | ---------------- | --------- |
| Température minimale moyenne (°C)     | 1,4            | 0,9              | 3              | 5             | 8,7           | 11,9         | 13,8           | 13,5          | 10,2           | 7,8             | 4,2            | 1,9              | 6,9       |
| Température moyenne (°C)              | 4,3            | 4,8              | 7,9            | 10,6          | 14,3          | 17,7         | 19,9           | 19,8          | 16,1           | 12,3            | 7,6            | 4,8              | 11,7      |
| Température maximale moyenne (°C)     | 7,3            | 8,7              | 12,9           | 16,3          | 19,9          | 23,5         | 26             | 26,1          | 21,9           | 16,7            | 11             | 7,7              | 16,5      |
| Record de froid (°C) date du record   | −19 17.01.1985 | −13,8 07.02.1991 | −13,1 01.03.05 | −4,5 11.04.03 | −1 05.05.1979 | 0 05.06.1991 | 3,1 16.07.1984 | 4 26.08.1993  | 0,5 30.09.1988 | −4,6 21.10.10   | −11 23.11.1993 | −12,8 30.12.1985 | −19 1985  |
| Record de chaleur (°C) date du record | 17 30.01.02    | 22,2 27.02.19    | 24,5 16.03.12  | 29,7 30.04.05 | 32 27.05.05   | 38 29.06.19  | 41,5 25.07.19  | 40,4 10.08.03 | 35 15.09.1982  | 33,1 01.10.1985 | 24 01.11.14    | 19,4 16.12.1989  | 41,5 2019 |
| Précipitations (mm)                   | 59,4           | 55,3             | 51,5           | 52            | 74,6          | 52,9         | 58,1           | 58,4          | 56,3           | 66,8            | 68,6           | 74,9             | 728,8     |

### Milieux naturels et biodiversité
Les habitants de l'agglomération apprécient les richesses écologiques et paysagères du territoire et fréquentent assidûment les différents milieux naturels.

#### Zones Natura 2000
Le réseau Natura 2000 est un réseau écologique européen de sites naturels d’intérêt écologique élaboré à partir des Directives «Habitats » et «Oiseaux ». Ce réseau est constitué de Zones Spéciales de Conservation (ZSC) et de Zones de Protection Spéciale (ZPS). Dans les zones de ce réseau, les États Membres s'engagent à maintenir dans un état de conservation favorable les types d'habitats et d'espèces concernés, par le biais de mesures réglementaires, administratives ou contractuelles. L'objectif est de promouvoir une gestion adaptée des habitats tout en tenant compte des exigences économiques, sociales et culturelles, ainsi que des particularités régionales et locales de chaque État Membre. les activités humaines ne sont pas interdites, dès lors que celles-ci ne remettent pas en cause significativement l’état de conservation favorable des habitats et des espèces concernés,. Les sites Natura 2000 présents sur le territoire communal de Saint-Jean-de-Braye sont au nombre de trois.

##### Sites d'importance communautaire (Directive "Habitats")
| Numéro    | Type | Nom                                                 | Arrêté                   | Document d’objectifs   | Localisation                                                 |
| --------- | ---- | --------------------------------------------------- | ------------------------ | ---------------------- | ------------------------------------------------------------ |
| FR2400524 | SIC  | Forêt d’Orléans et périphérie                       | Arrêté du 20 août 2014.  | Validé le 10 juin 2005 | Un noyau est localisé dans la partie nord-est de la commune. |
| FR2400528 | SIC  | Vallée de la Loire de Tavers à Belleville-sur-Loire | Arrêté du 13 avril 2007. | Validé le 10 juin 2005 | Frange sud de la commune.                                    |

Le site de la « forêt d'Orléans et périphérie », d'une superficie totale de 2 226,40 ha, est morcelé en 38 entités. Celles-ci, de tailles variables (de 0,9 à 347 ha), sont disséminées sur les 3 massifs et leurs périphéries. Au cours de la réalisation du document d'objectifs, à la suite des inventaires de terrain, l'absence d'habitat ou habitat d'espèce d'intérêt communautaire dans certaines entités a conduit à la proposition de leur suppression (13 entités concernées, pour une surface totale de 207,90 ha). L'intérêt du site réside dans la qualité des zones humides (étangs, tourbières, marais, mares), la grande richesse floristique, avec un intérêt élevé pour les bryophytes, les lichens et les champignons. 17 habitats naturels d’intérêt communautaire sont répertoriés sur le site qui présente aussi un intérêt faunistique, notamment l’avifaune, les chiroptères, les amphibiens et les insectes. Ce site présente une faible vulnérabilité dans les conditions actuelles de gestion ; il s’agit en effet de parcelles de forêt domaniale dont la gestion actuelle n’induit pas de contraintes particulières pour les espèces citées. Certaines comme le balbuzard pêcheur font l’objet d’une surveillance. D’autres espèces justifieraient un suivi, comme le sonneur à ventre jaune, l’aigle botté, la pie-grièche écorcheur.
Le site de la « Vallée de la Loire de Tavers à Belleville-sur-Loire », d'une superficie de 7 120 ha, concerne 51 communes. La délimitation de ce site Natura 2000 est très proche de celle correspondant à la Directive Oiseaux. L'intérêt majeur du site repose sur les milieux ligériens liés à la dynamique du fleuve, qui hébergent de nombreuses espèces citées en annexe II de la directive Habitats.

##### Zones de protection spéciale (Directive "Oiseaux")
| Numéro    | Type | Nom                          | Arrêté                | Document d’objectifs | Localisation              |
| --------- | ---- | ---------------------------- | --------------------- | -------------------- | ------------------------- |
| FR2410017 | ZPS  | Vallée de la Loire du Loiret | Arrêté du 4 mai 2007. |                      | Frange sud de la commune. |

Le site de la « Vallée de la Loire du Loiret » s'étend sur 7 684 ha et concerne la vallée de la Loire dans le Loiret. Cette ZPS se poursuit en amont et en aval sur les départements voisins. L'intérêt majeur du site repose sur les milieux et les espèces ligériens liés à la dynamique du fleuve. Ces milieux hébergent de nombreuses espèces citées en annexe I de la directive Oiseaux. Le site est caractérisé par la présence de colonies nicheuses de sternes naine et pierregarin et de mouette mélanocéphale. Des sites de pêche du Balbuzard pêcheur sont également présents. Le site est également lieu de reproduction du bihoreau gris, de l'aigrette garzette, de la bondrée apivore, du milan noir, de l'œdicnème criard, du martin-pêcheur, du pic noir, de la pie-grièche écorcheur.

Sélection de représentants de l'avifaune de la zone Natura 2000 « Vallée de la Loire du Loiret ».
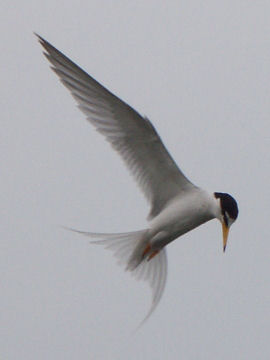
Sterne naine.
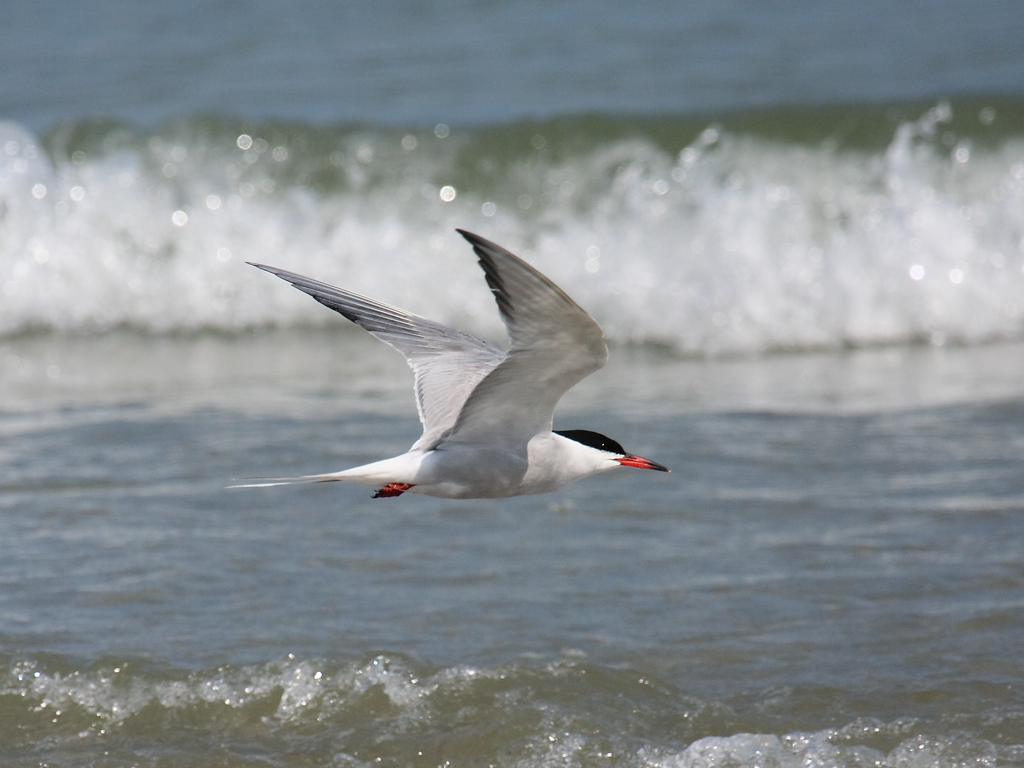
Sterne pierregarin.
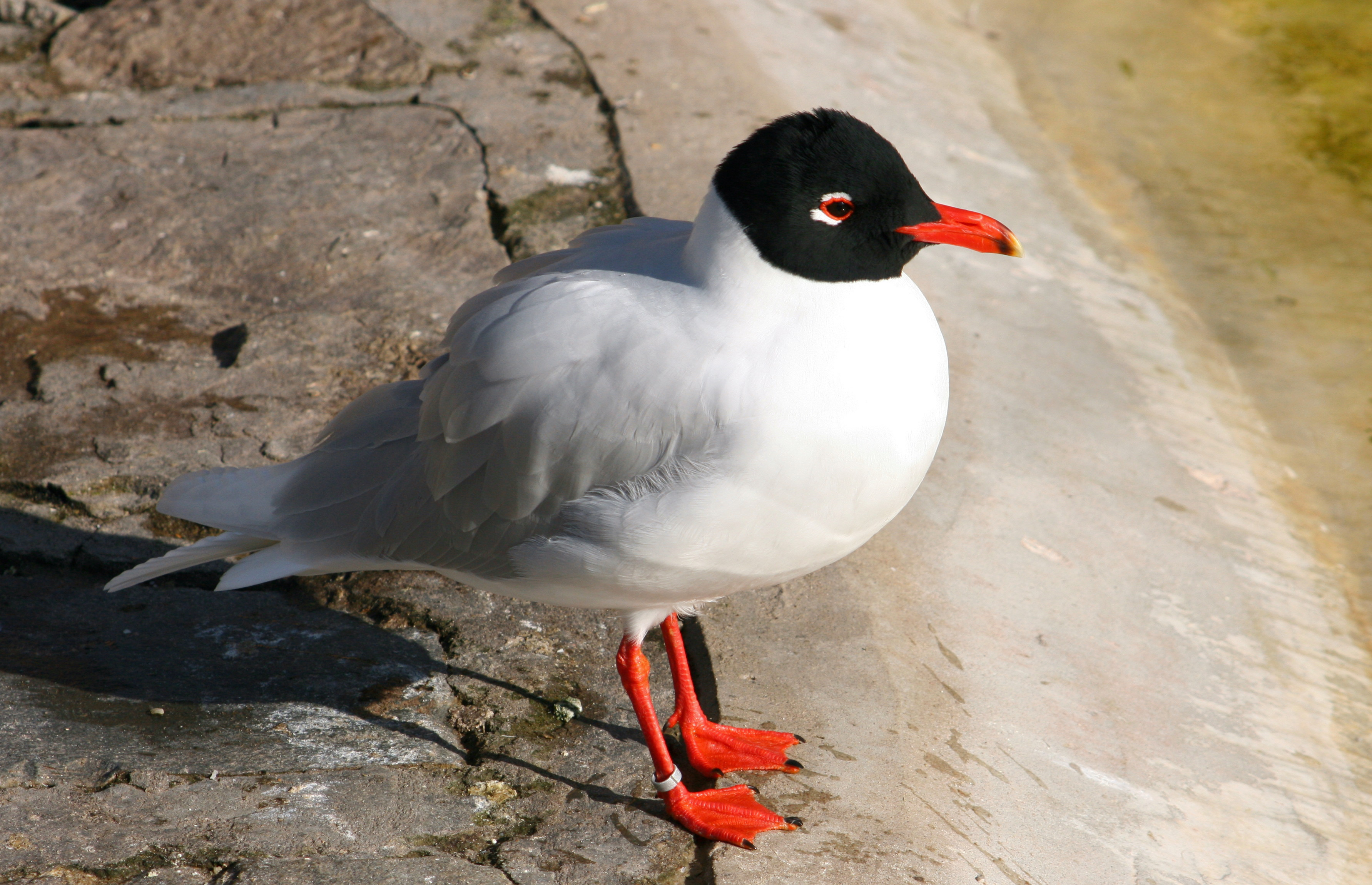
Mouette mélanocéphale.
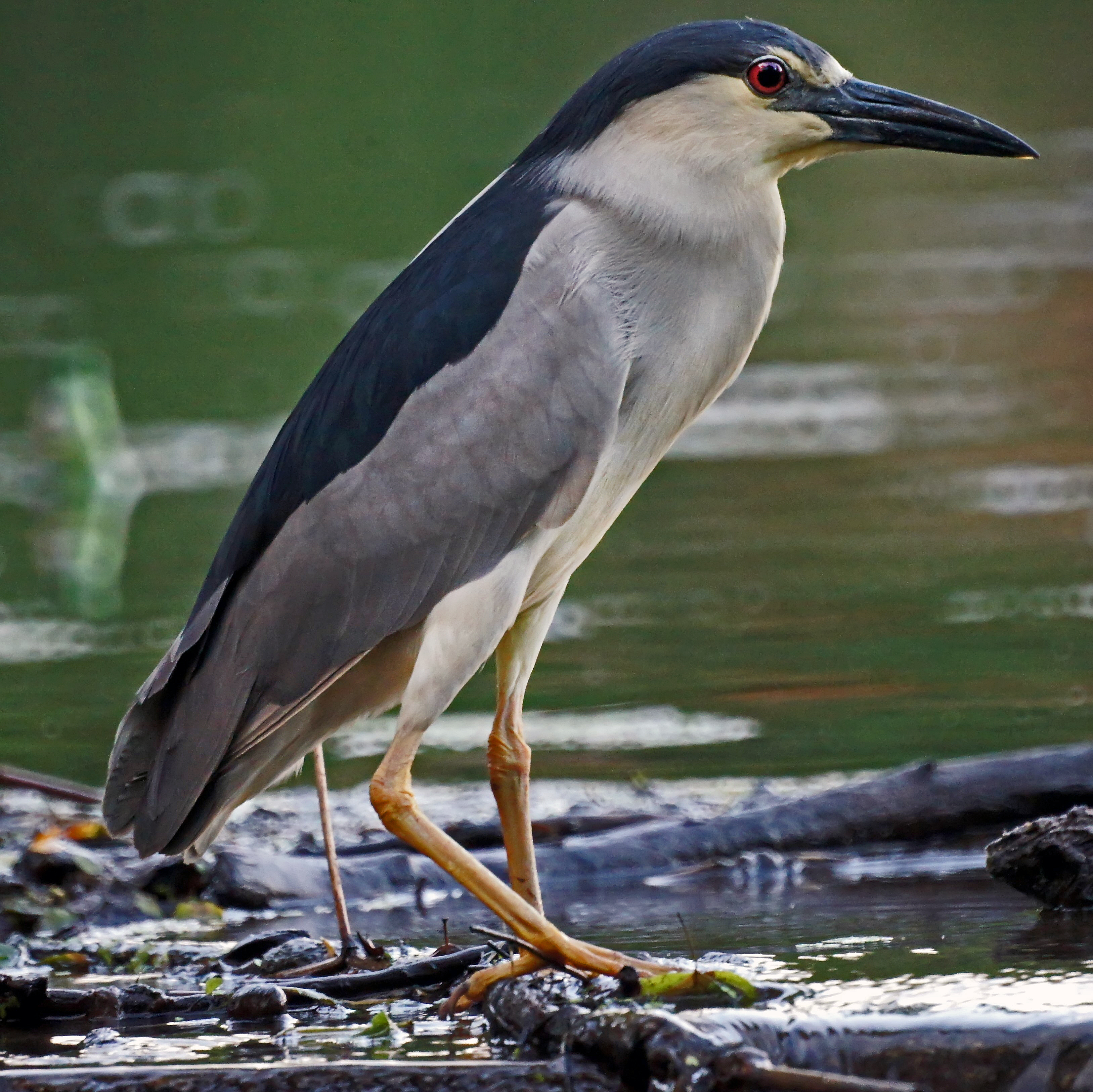
Bihoreau gris.
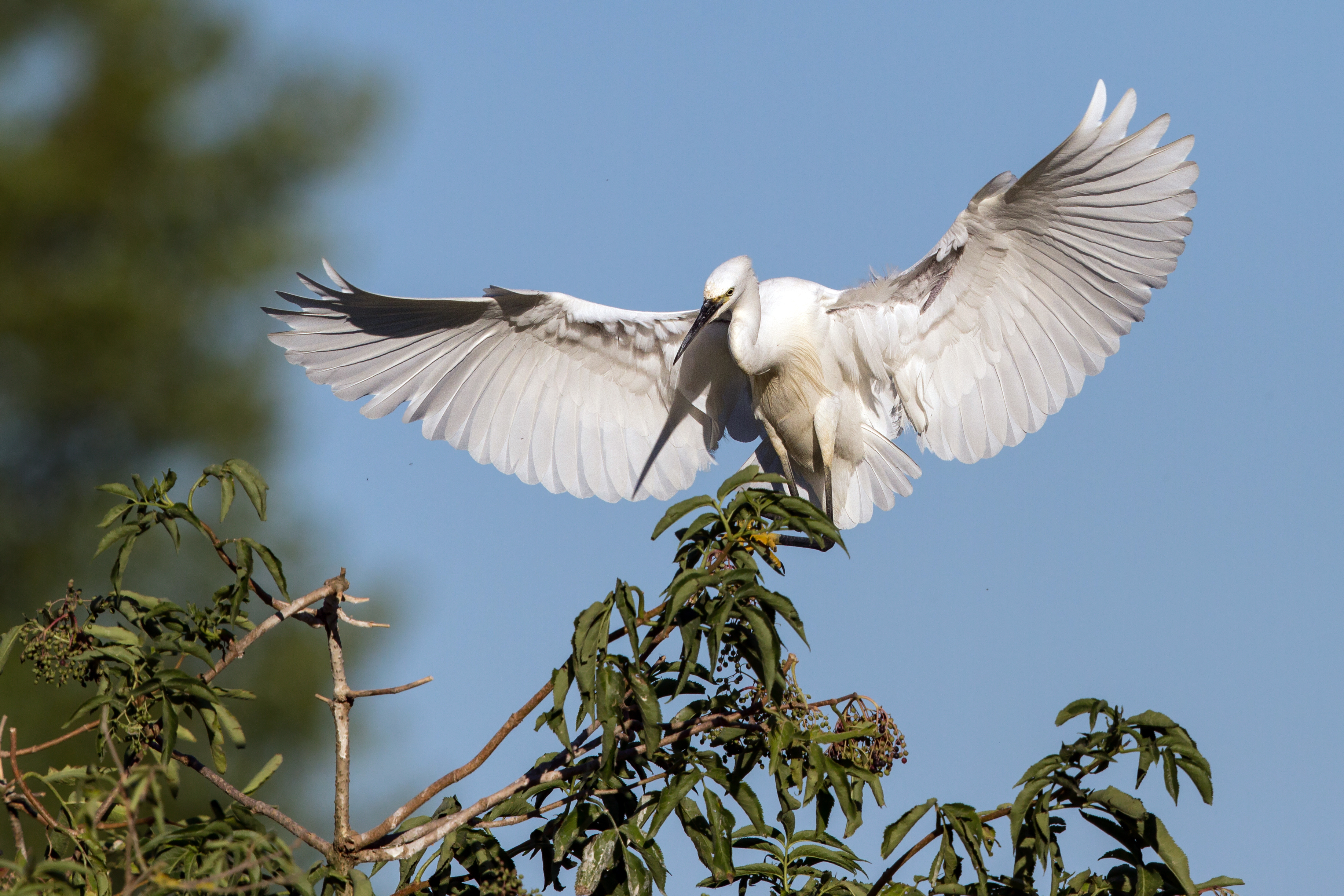
Aigrette garzette.
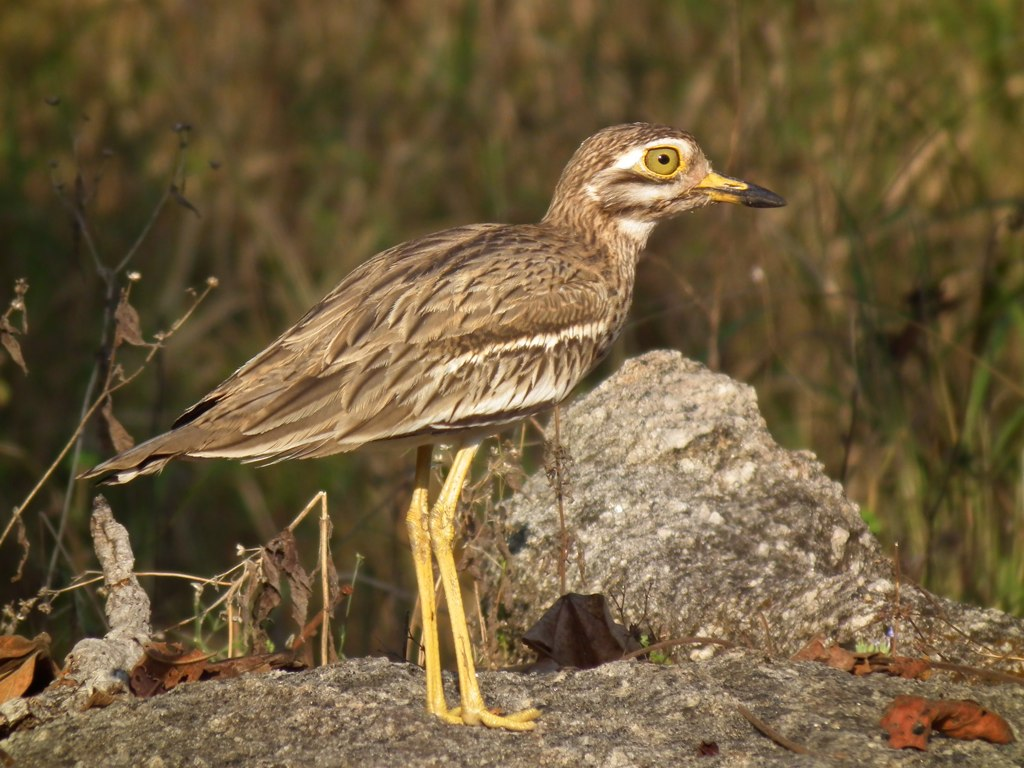
Œdicnème criard.
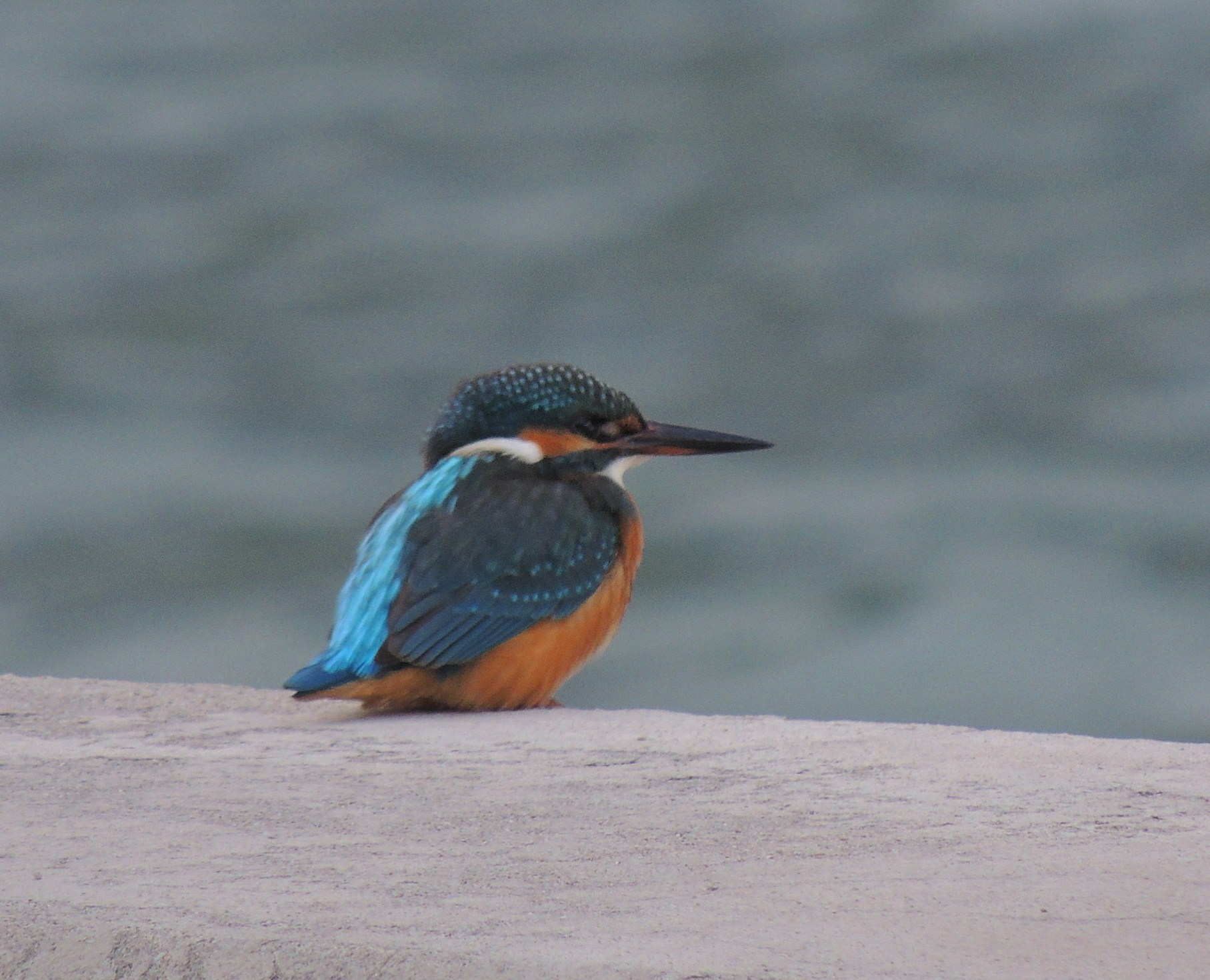
Martin-pêcheur d'Europe.

#### Zones nationales d'intérêt écologique, faunistique et floristique
L’inventaire des zones naturelles d'intérêt écologique, faunistique et floristique (ZNIEFF) a pour objectif de réaliser une couverture des zones les plus intéressantes sur le plan écologique, essentiellement dans la perspective d’améliorer la connaissance du patrimoine naturel national et de fournir aux différents décideurs un outil d’aide à la prise en compte de l’environnement dans l’aménagement du territoire. Le territoire communal de Saint-Jean-de-Braye comprend trois ZNIEFF.

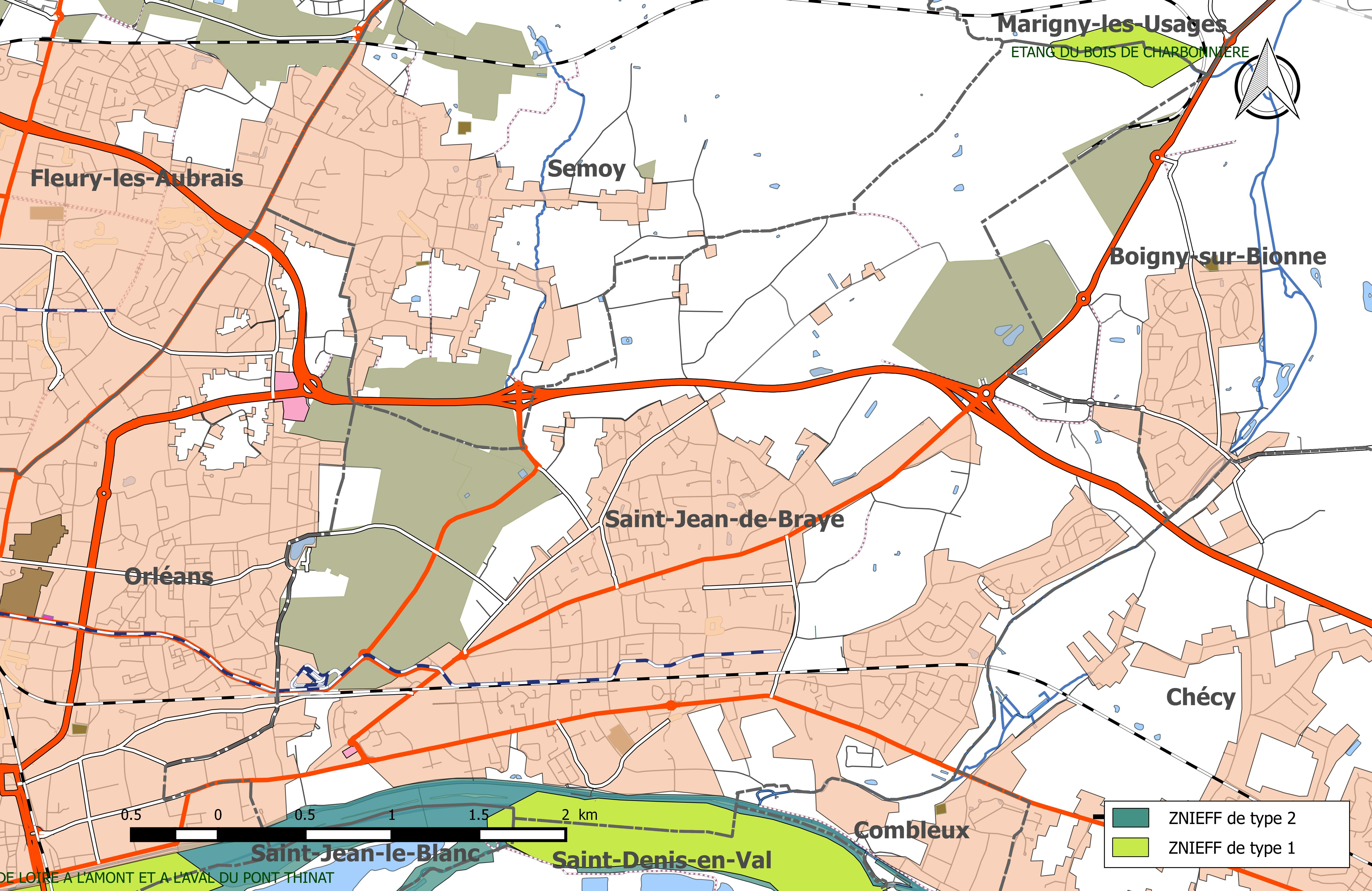
Carte des ZNIEFF de la commune et de ses abords.

| Désignation                       | Type   | Superficie      | Description |
| --------------------------------- | ------ | --------------- | --- |
| « Étang du bois de Charbonnière » | type 1 | 17,41 hectares  | Cet étang (parfois dit du Ruet) se localise à l'extrémité nord-est du Bois de Charbonnière. Il est alimenté par le ruisseau du Ruet, affluent de la Bionne. Il est distant d'environ 6 km au sud-ouest du bourg de Marigny-les-Usages. Son altitude est de 105 m. La rive est du plan d'eau présente localement une végétation neutrophile. La rive ouest montre, à l'occasion de la baisse estivale, des formations amphibies avec une petite dizaine d'espèces déterminantes dont deux sont protégées. Les stations de gratiole officinale (Gratiola officinalis) sont très étendues certaines années. |
| « Iles et grèves de Combleux »    | type 1 | 127,97 hectares | La zone s'étend sur 5 communes, dont Saint-Jean-de-Braye et se situe dans le lit mineur de la Loire à l'amont de l'agglomération d'Orléans, donc en milieu périurbain. Son altitude varie entre 126 et 174 m. Il s'agit d'un ensemble d'îlots boisés ou non et de grèves nues ou végétalisées, très représentatif des paysages de la Loire moyenne. La pulicaire commune (pulicaria vulgaris) est présente de manière constante en plusieurs stations, dont le nombre de pieds est important. Le castor (Castor fiber) est installé de manière pérenne et s'y reproduit chaque année. Il s'agit d'un site important pour cette espèce dans le département du Loiret. Concernant l'avifaune, cet espace assure une fonction de halte migratoire du fait de sa situation dans la partie la plus septentrionale du fleuve et de la présence de surfaces notables de grèves. La zone, au gré des défrichements (entretien) des grèves, redevient périodiquement site de nidification des sternes pierregarin et naine. |
| « La Loire orléanaise »           | type 2 | 35 hectares     | La zone s'étend sur 37 communes, dont Ouzouer-sur-Loire, et se superpose pour la commune à la zone Natura 2000 de nom similaire. Elle correspond à la boucle septentrionale du fleuve. Son altitude varie entre 80 et 135 m. Elle se caractérise par un lit mineur largement occupé par des îles et grèves sableuses. Ces milieux soumis au marnage annuel recèlent de multiples habitats plus ou moins temporaires. C'est pratiquement la seule section qui présente des méandres. On observe, sur les basses terrasses, quelques formations sablo-calcaires. |

#### Écologie ligérienne

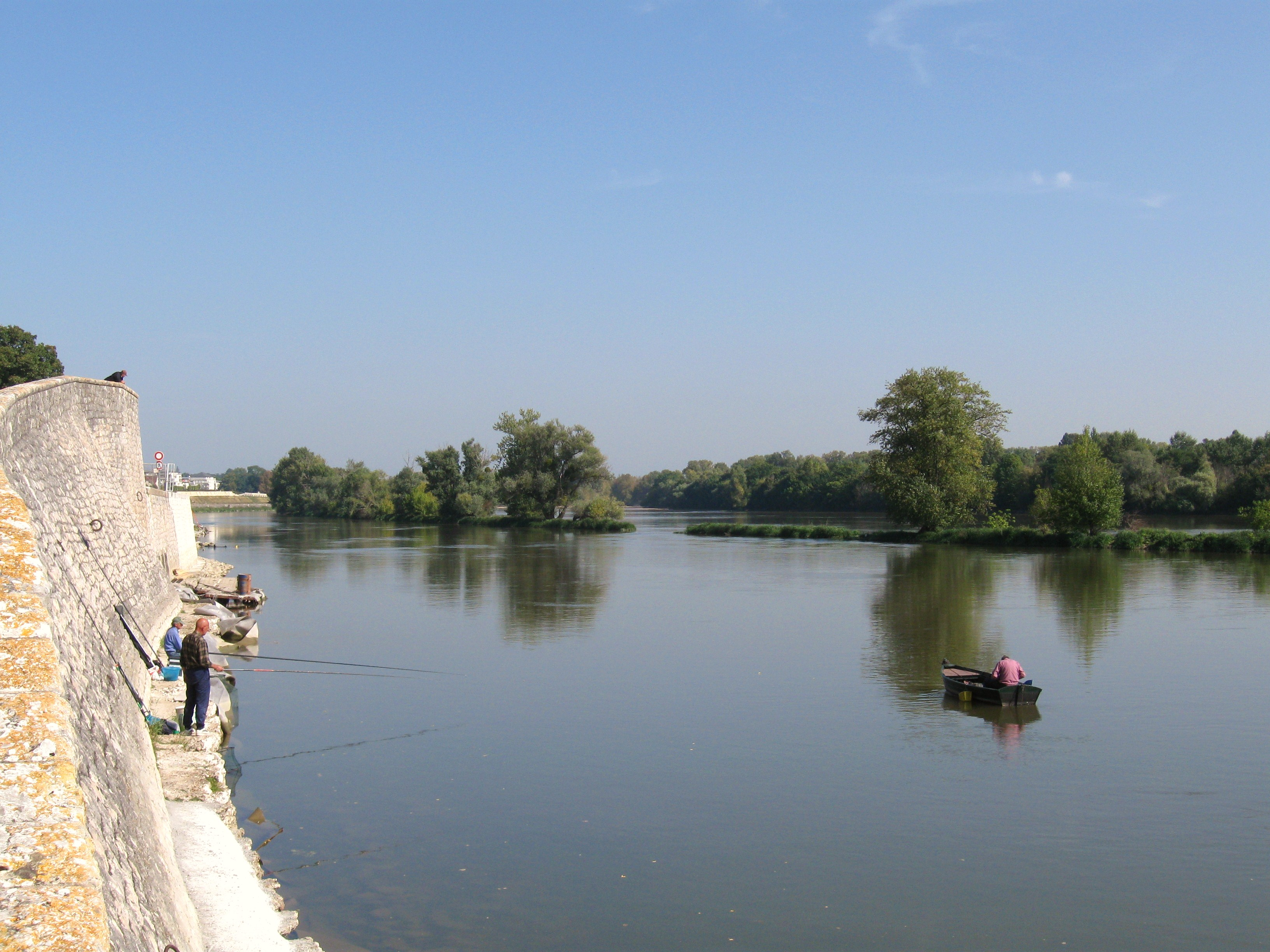
La Loire à Saint-Jean-de-Braye (Saint-Loup), un cadre de vie et un milieu naturel riche. 2008.

La Loire est marquée dans cette région par la migration d’oiseaux (sternes naines, pierregarains, etc.) qui s’y reproduisent, et de poissons (saumons, anguilles, aloses…) qui remontent le courant pour se reproduire dans les eaux claires de la haute Loire. Le lit de la Loire est aussi riche en végétaux : l’étiage permet le développement de plantes annuelles (carex, roseaux). Les bords de Loire sont également un lieu de développement privilégié d’arbres tels que saules, peupliers, ormes, frênes, chênes. Le canal contribue à cette richesse écologique.
La Loire est protégée ou inscrite dans différents classements et réglementations à Saint-Jean-de-Braye. Le site est situé dans le périmètre du « Val de Loire de Chalonnes à Sully-sur-Loire » (85 394 ha), classé au patrimoine mondial de l'humanité par l'UNESCO (Organisation des Nations unies pour l'éducation, la science et la culture) en 2000. Il est doublement classé au niveau européen, il appartient d'une part depuis 2002 à la zone spéciale de conservation « vallée de la Loire de Tavers à Belleville-sur-Loire », d'une surface de 7 120 hectares, dans la directive Habitat de Natura 2000, pour les espèces et milieux liés à la dynamique du fleuve et est d'autre part classé zone de protection spéciale en directive oiseaux de Natura 2000 depuis 2003 au sein d'une zone géographique assez similaire. Cette zone, de 7 684 ha, s'intitule « Vallée de la Loire et du Loiret ». Enfin, le site est classé au niveau national par un arrêté de 1988 au titre de la loi du 2 mai 1930 au sein du « site de Combleux », d'une superficie de 285 hectares, pour la qualité de ses paysages.

#### Écologie forestière
Le parc de Charbonnière (180 ha) constitue le deuxième lieu de richesses écologiques, avec la présence de nombreux animaux. Plus de 80 espèces d’oiseaux ont été recensées dans ce parc : pics, mésanges, fauvettes, chouettes, bondrées… Les grands mammifères sont également présents : cerfs, sangliers. Dans la forêt ou la grande prairie du parc, de nombreux végétaux se développent : Orchidées protégées, charmes, chênes, châtaigniers, noisetiers, pins sylvestres, lierre, millepertuis, muguet… Des végétaux plus spécifiques à la Sologne sont également présents : fougères, bruyères, callunes. La mise en valeur du patrimoine naturel du parc de Charbonnière est, de même que pour la Loire, une préoccupation des pouvoirs publics. Elle se traduit par une exploitation du bois qui privilégie la diversité et par une réglementation de la localisation des entreprises : les entreprises les plus importantes doivent se localiser dans les clairières, avec un renforcement des lisières de bois. De plus, les pouvoirs publics ont replanté 10 ha de chênes et veillent à ne pas empêcher le passage des grands animaux,.

#### Conservatoire botanique
Le conservatoire national du chrysanthème Paul-Lemaire se situe à Saint-Jean-de-Braye. Il a été fondé en 1990. Le Conservatoire a pour mission de collecter des variétés rares et anciennes, et d’assurer la préservation et la valorisation de ce patrimoine végétal rarissime. Il est spécialisé dans les chrysanthèmes uniflores, dont la collection compte plus de 400 espèces.

## Urbanisme

### Typologie
Au 1er janvier 2024, Saint-Jean-de-Braye est catégorisée grand centre urbain, selon la nouvelle grille communale de densité à sept niveaux définie par l'Insee en 2022.
Elle appartient à l'unité urbaine d'Orléans, une agglomération intra-départementale regroupant 19  communes, dont elle est une commune de la banlieue,,. Par ailleurs la commune fait partie de l'aire d'attraction d'Orléans, dont elle est une commune du pôle principal,. Cette aire, qui regroupe 136 communes, est catégorisée dans les aires de 200 000 à moins de 700 000 habitants,.

### Occupation des sols
L'occupation des sols de la commune, telle qu'elle ressort de la base de données européenne d’occupation biophysique des sols Corine Land Cover (CLC), est marquée par l'importance des territoires artificialisés (57,4 % en 2018), en augmentation par rapport à 1990 (43,9 %). Les lignes d’eau en crue ont toutefois beaucoup changé depuis du fait de l’évolution morphologique du lit de la Loire, conséquence des ouvrages de navigation qui ont été réalisés au XIXe siècle  et de l’extraction massive de matériaux en deuxième partie du XXe siècle. Le déversoir ne remplit donc plus sa fonction de protéger la levée d’Orléans des surverses et il ne permet plus de définir l’objectif de protection du système d’endiguement.
L'analyse menée dans le cadre de l'étude de danger des digues, montre qu'aujourd'hui, le niveau de protection apparent de la levée est associé à une crue de période de retour d'environ 200 ans, soit une hauteur d'eau à l'échelle d'Orléans estimée à 5,75 m. Les zones de surverses probables mises en évidence se situent de l'amont vers l'aval, à Guilly, Tigy et Saint-Denis-en-Val (lieu-dit de Château Lumina). Par ailleurs, ces études montrent aussi que des défaillances avant dépassement des ouvrages sont probables, en particulier à Guilly, Tigy et Saint-Pryvé-Saint-Mesmin. Pour le secteur de Guilly, la probabilité de rupture n'est plus négligeable dès la crue de période de retour de 70 ans, soit une cote d'environ 4,60 m à l'échelle d'Orléans. Cette cote définit le niveau de sûreté actuel de la digue d'Orléans et correspond au seuil de déclenchement du plan d'évacuation massive de l'agglomération d'Orléans en cas de crue.
Le risque d'inondation est pris en compte dans l'aménagement du territoire de la commune par le biais du Plan de prévention du risque inondation (PPRI) du val d'Orléans - val amont, approuvé le 20 janvier 2015. Deux nouveaux types de zones sont apparues par rapport au précédent PPRI, plus restrictives pour une meilleure protection des usagers : la zone de dissipation d'énergie (ZDE) et la zone d'expansion de crue (ZEC). Dans la ZDE, située immédiatement à l’arrière des levées, qui serait fortement affectée en cas de brèche ou de rupture de digue, toute construction nouvelle est interdite. La ZEC quant à elle correspond aux secteurs naturels ou agricoles qu’il convient  de  préserver pour l’étalement des eaux en cas d’inondation et éviter l’accroissement des risques. La ZDE de Saint-Jean-de-Braye, d'une superficie de 172 ha, concerne principalement des terres agricoles ou naturelles, mais elle touche également plusieurs secteurs urbanisés à caractère résidentiel (Le Rondeau, Bonnevaux, La Fromentée et Domaine de Melleray). Une ou plusieurs exploitations agricoles, rue des Mautaudins, présentant de nombreuses serres sont concernées par la ZDE. La station de pompage des eaux se situe dans le périmètre de la ZDE.
Deux documents permettent de définir les modalités de gestion de crise et d'organisation des secours : au niveau départemental, le Dispositif ORSEC départemental spécialisé déclenché en cas d'inondation de la Loire, le plan ORSIL, et au niveau communal le plan communal de sauvegarde.

#### Risque de mouvements de terrain
Le territoire de la commune peut être concerné par un risque d'effondrement de cavités souterraines non connues. Une cartographie départementale de l'inventaire des cavités souterraines et des désordres de surface a été réalisée. Il a été recensé sur la commune plusieurs effondrements de cavités.
Par ailleurs, le sol du territoire communal peut faire l'objet de mouvements de terrain liés à la sécheresse. Le phénomène de retrait-gonflement des argiles est la conséquence d'un changement d'humidité des sols argileux. Les argiles sont capables de fixer l'eau disponible mais aussi de la perdre en se rétractant en cas de sécheresse. Ce phénomène peut provoquer des dégâts très importants sur les constructions (fissures, déformations des ouvertures) pouvant rendre inhabitables certains locaux. Celui-ci a particulièrement affecté le Loiret après la canicule de l'été 2003. La totalité du territoire de la commune est soumis à un aléa « faible » face à ce risque, selon l'échelle définie par le Bureau de recherches géologiques et minières (BRGM).

## Histoire

### Époque gallo-romaine
L’habitation de la région orléanaise commence dès l’époque gallo-romaine.
Deux voies romaines sont attestées sur la commune : Orléans (Cenabum) - Sens (Agedincum) et Orléans (Cenabum) - Autun (Augustodunum). Ces deux voies confluent à Saint-Loup. Les Romains plantent les premières vignes, à proximité de la Loire ; cette activité perdurera jusqu’au XXe siècle.

### Moyen Âge
Au Moyen Âge, l’agriculture progresse aux dépens de la forêt, la vigne se développe et l’Orléanais est au cœur du domaine royal. Les villages s’organisent autour des églises et la navigation sur le fleuve se développe. L'église date du XIIe siècle, ainsi que le couvent de Saint-Loup, fondé en 1249 et devenu abbaye en 1640.
Le 4 mai 1429, Jeanne d'Arc prend d'assaut la bastille Saint-Loup, ouvrant ainsi la voie pour la libération d'Orléans.

### XVIIeetXVIIIesiècles
Aux XVIIe et XVIIIe siècles, les vignerons représentent les deux tiers des métiers exercés. Au XVIIe siècle, le canal d’Orléans est construit. Sous la Révolution et l’Empire, le canal est la voie la plus fréquentée de France, et il en résulte des embouteillages aux écluses et une vie foisonnante sur ses berges. Entre 1790 et 1794, Saint-Jean-de-Braye s'agrandit en sa partie ouest, en absorbant Saint-Loup-lez-Orléans.

### Révolution française et Empire

#### Nouvelle organisation territoriale
Le décret de l'Assemblée Nationale du 12 novembre 1789 décrète « il y aura une municipalité dans chaque ville, bourg, paroisse ou communauté de campagne ». En 1790, dans le cadre de la création des départements, le Loiret compte alors 367 municipalités, rattachées à 59 cantons et 7 districts. La municipalité de Saint Jean de Braye est rattachée au canton de Saint Jean de Braye et au district d'Orléans. Le terme « commune », au sens de l’administration territoriale actuelle, est imposé par le décret de la Convention nationale du 10 brumaire an II (31 octobre 1793) : « La Convention nationale, sur la proposition d’un membre, décrète que toutes les dénominations de ville, bourg ou village sont supprimées et que celle de commune leur est substituée ». Ainsi la municipalité de Saint Jean de Braye devient formellement « commune de Saint Jean de Braye » en 1793.
Les cantons sont supprimés, en tant que découpage administratif, par une loi du 26 juin 1793, et ne conservent qu'un rôle électoral, permettant l’élection des électeurs du second degré chargés de désigner les députés,. La Constitution du 5 fructidor an III, appliquée à partir de vendémiaire an IV (1795) supprime les districts, considérés comme des rouages administratifs liés à la Terreur, mais maintient les cantons qui acquièrent dès lors plus d'importance en retrouvant une fonction administrative. Enfin, sous le Consulat, un redécoupage territorial visant à réduire le nombre de justices de paix ramène le nombre de cantons dans le Loiret de 58 à 31,. Saint-Jean-de-Braye est alors rattachée au canton Chécy et à l'Arrondissement d'Orléans par arrêté du 9 vendémiaire an X (1er octobre 1801),,. En 1806, la commune est rattachée au canton d'Orléans-Nord-Est, un canton nouveau formé d'une commune de l'ancien canton d'Ingré, supprimé, de sept communes issues du canton de Neuville et de trois issues du canton de Patay. Cette organisation va rester inchangée jusqu'en 1973, la commune est rattachée au canton de Saint-Jean-de-Braye.

### DuXIXeauXXIesiècle
En 1843, l’arrivée du chemin de fer à Orléans marque la fin de l’activité fluviale sur la Loire. De 1908 à 1921, le canal est prolongé par le canal de Loire à Saint-Jean-de-Braye, mais il servira très peu aux transports de marchandises, au profit du train. Au début du XXe siècle, le canal n’est plus rentable et il est abandonné.
En 1893, la mairie actuelle est construite. Elle est alors au milieu des champs. En 1912, la crise du phylloxéra entraîne la destruction de deux tiers des parcelles de vigne. Le début du XXe siècle constitue une période de crise (crise économique, guerres mondiales…) et de profond changement : la vigne est remplacée par du maraîchage, l’eau et l’électricité se développent,.
Après 1950, l’agriculture se modernise, les parcelles sont remembrées, les vignes et le maraîchage laissent place à l’arboriculture (pommiers, poiriers, cerisiers) puis à des lotissements. Le village devient ville. Ceci est d’autant plus marqué à Saint-Jean-de-Braye où l’ancien bourg (avec l’église) et le nouveau centre-ville sont séparés.
Aujourd’hui, il ne reste que 200 hectares d’arboriculture (poiriers, pommiers et 1 ha de vigne). Quelques champs de céréales marquent encore le paysage mais l’industrie et le tertiaire prédominent désormais.
Le centre-ville se construit à partir de 1980, avec d'abord des maisons groupées, puis des immeubles, et divers équipements publics en 1988-1989.
Bien que Saint-Jean-de-Braye appartienne à un espace à l'est d'Orléans occupé depuis 2 000 ans, l'évolution des dernières décennies l'ont profondément modifié. L’impact paysager est fort, les vignes jadis présentes partout sur le territoire ont disparu, et les cultures fruitières et le maraîchage n'occupent plus qu'un espace restreint.

« Les vergers étaient partout, et ils sont encore, inclus dans toutes les mailles du tissu urbain : [...] il en reste dans Saint-Jean-de-Braye et ailleurs. Il en reste surtout rive sud. […] En attendant leur disparition, ils contribuent indirectement à l’image de marque des établissements, pour peu que ceux-ci acceptent encore leur voisinage, comme c’est le cas dans la banlieue est, autour de Dior ou de la caisse régionale du crédit régional mutuel. »

— Orléans, 1995
La ligne B du tramway est inaugurée en 2012.

### Anciens lieux-dits, hameaux et écarts
Beau-Séjour, Beauvois, Bellevue, Bionne, Charbonnière, Coquille, Feularde, Frédeville (ou Fretteville), Genouilly, Gradoux (ou Gradou), Guignegault, la Bédinière, la Belle-Allée, la Binoche, la Bissonnerie, la Borde, la Bouillère, la Bussière, la Camardière, la Fausse-Belaude (ou Fosse-Belaude), la Gerberie, la Godde, la Grand-Maison, la Grenouillère, la Haute-Croix, la Motte-Saint-Euverte (château), la Picardière, la Pointe, la Poudrerie, la Providence, la Vallée, Laveau, le Barreau-Vert, le Bignon, le Bourg, le Carré (ou le Grand-Carré), le Célériau, le Coin-Buffet, le Larry, l Pavillon, le Petit-Bignon, le Petit-Bois, le Petit-Pavillon, le Petit-Vomimbert (ou le Petit-Vaumimbert), le Poirier-Bonneau, le Port, le Quiard, les Bas-Avaux, les Bons-Enfants, les Châtaigniers, les Coutures, les Fourchettes, les Longues-Allées, les Maisons-Neuves, les Noues (ou Noué), les Quatre-Vents, les Tilleuls, les Venelles, l'Orbette, l'Orme-aux-Loups, l'Orme-du-Martroi, Ormeteau, Miramion, Montdésir (château des Longues-Allées), Roche (ou la Roche), Rochefort, Sainte-Marie, Saint-Loup (ou Carré Saint-Loup), Vomimbert (ou Vauminbert),.

## Politique et administration

### Découpage territorial
La commune de Saint-Jean-de-Braye est membre de l'intercommunalité Orléans Métropole, un établissement public de coopération intercommunale (EPCI) à fiscalité propre créé le 1er janvier 2002 dont le siège est à Orléans. Ce dernier est par ailleurs membre d'autres groupements intercommunaux. En 2020, il s'agit du Syndicat mixte aménagement desserte aérienne de l'Ouest du Loiret (SMAEDAOL), du Syndicat mixte des bassins versants de la Bionne et du Cens et du Syndicat mixte d'aménagement hydraulique (SMAH) du bassin de la Retrêve et de son affluent le ruisseau du Renard.
Sur le plan administratif, elle est rattachée à l'arrondissement d'Orléans, au département du Loiret et à la région Centre-Val de Loire. Sur le plan électoral, elle dépend du  canton de Saint-Jean-de-Braye pour l'élection des conseillers départementaux, depuis le redécoupage cantonal de 2014 entré en vigueur en 2015, et de la sixième circonscription du Loiret  pour les élections législatives, depuis le dernier découpage électoral de 2010.

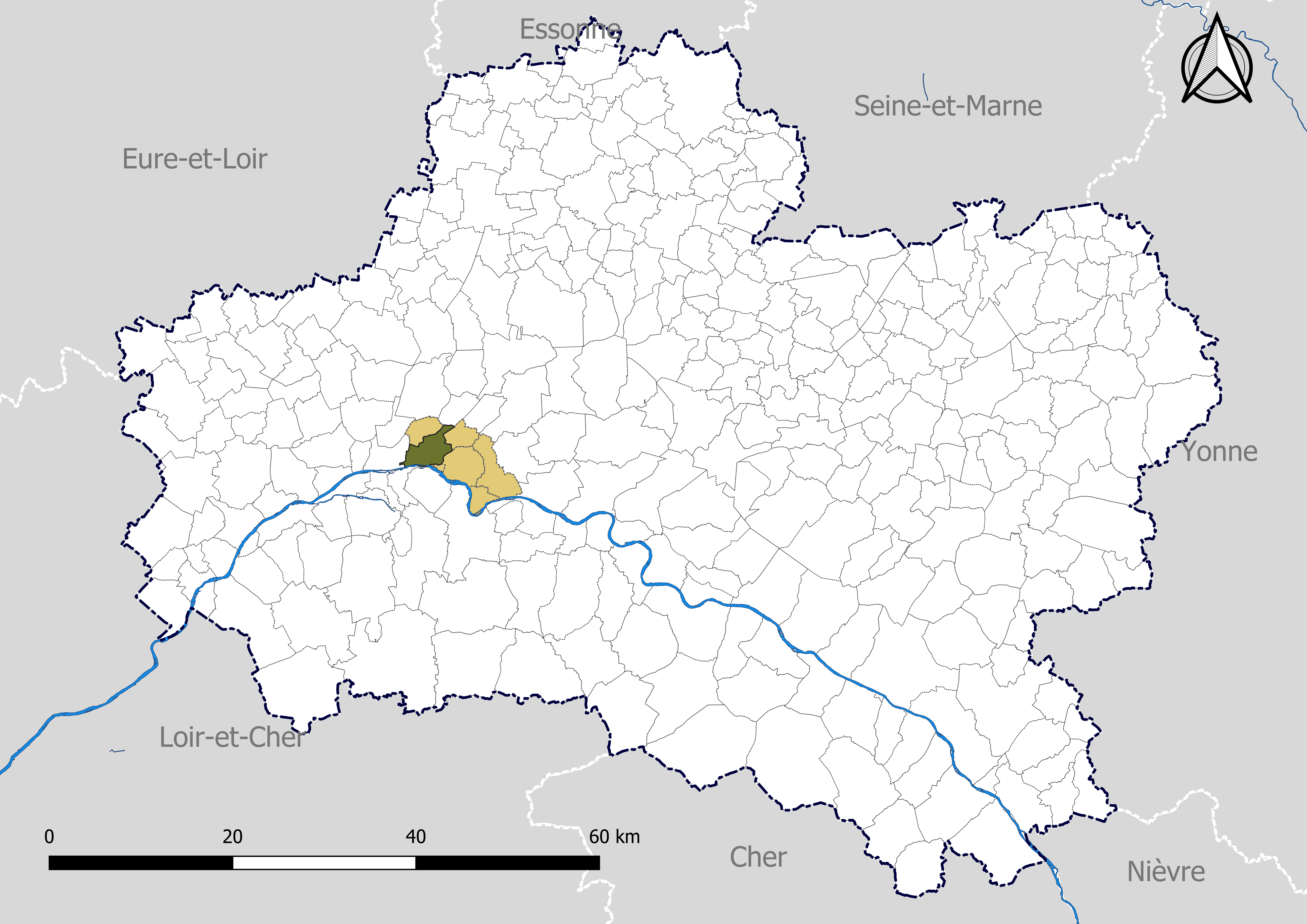
Saint-Jean-de-Braye dans le canton de Saint-Jean-de-Braye en 2020.
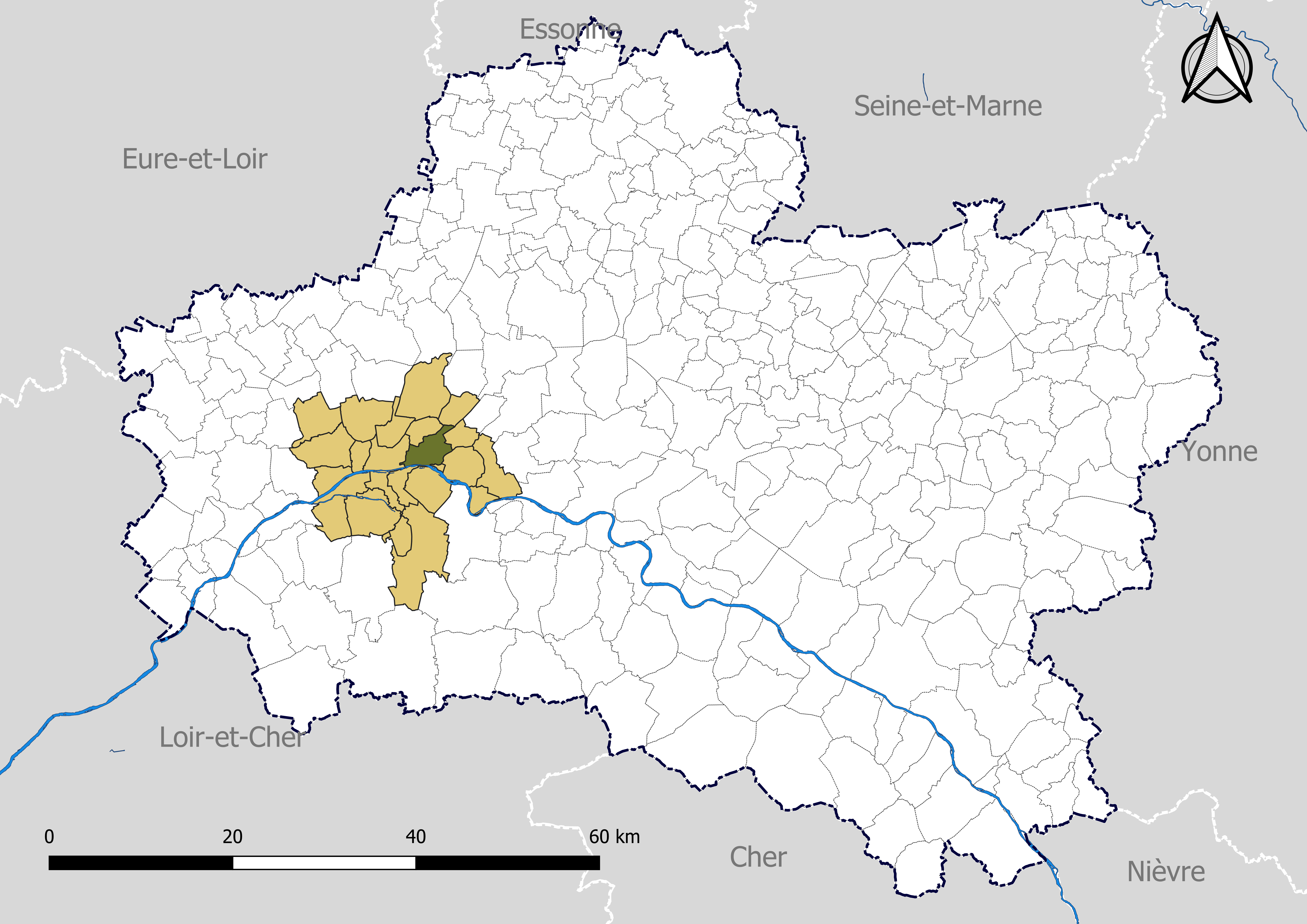
Saint-Jean-de-Braye dans Orléans Métropole en 2020.
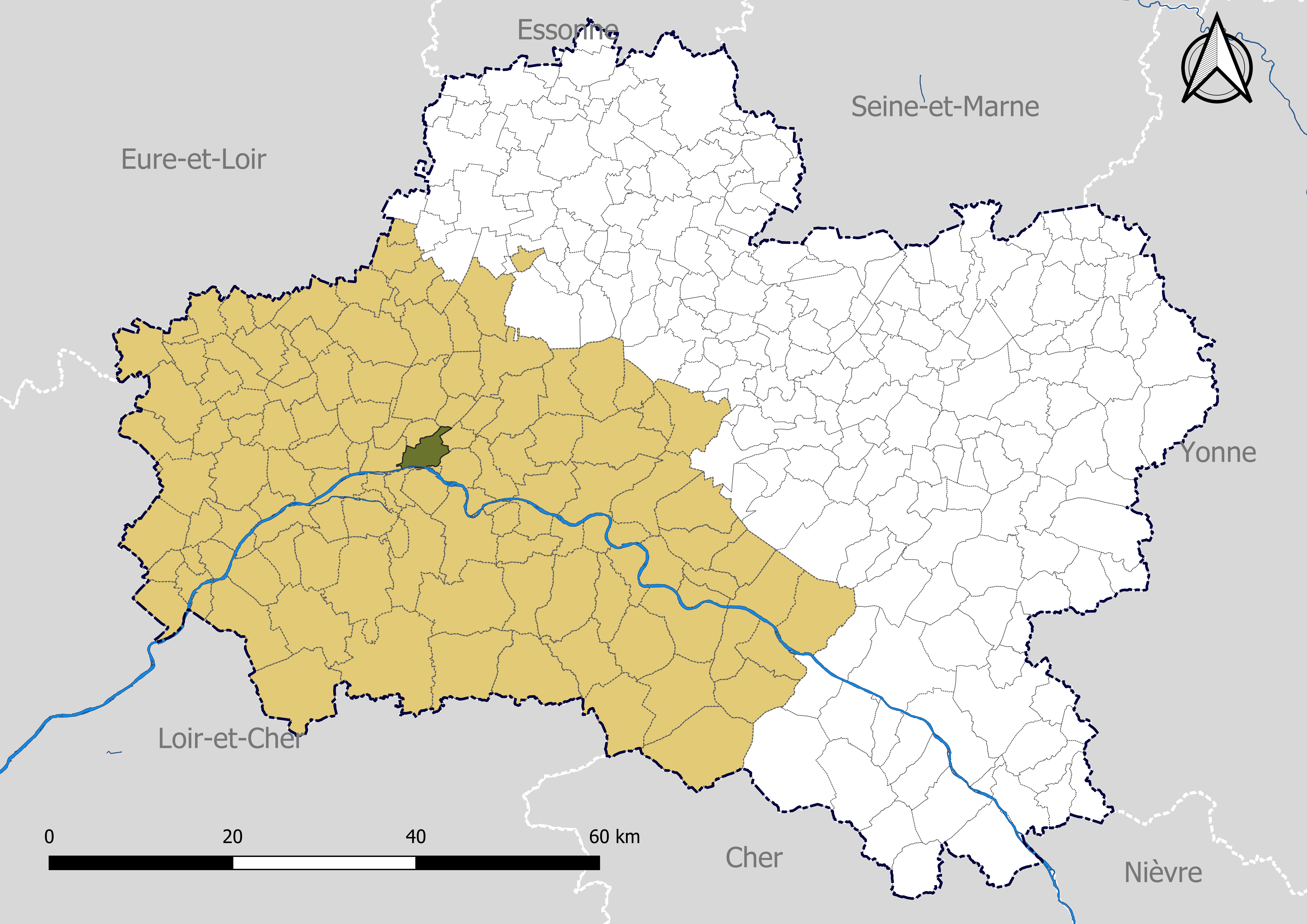
Saint-Jean-de-Braye dans l'arrondissement d'Orléans en 2020.

### Politique et administration municipales

#### Conseil municipal et maire
Depuis les élections municipales de 2014, le conseil municipal  de Saint-Jean-de-Braye, commune de plus de 1 000 habitants, est élu au scrutin proportionnel de liste à deux tours (sans aucune modification possible de la liste), pour un mandat de six ans renouvelable. Il est composé de 33 membres. L'exécutif communal est constitué par le maire, élu par le conseil municipal, parmi ses membres, pour un mandat de six ans, c'est-à-dire pour la durée du mandat du conseil. Vanessa Slimani est maire depuis 2018.
Alors que l'Orléanais est plutôt de droite, la ville est plutôt ancrée à gauche, hormis un passage à droite de la municipalité de 2001 à 2008.
| Période                                  | Période                  | Identité                       | Étiquette | Qualité                                                                         |
| ---------------------------------------- | ------------------------ | ------------------------------ | --------- | ------------------------------------------------------------------------------- |
| Les données manquantes sont à compléter. |                          |                                |           |                                                                                 |
| 1790                                     | novembre 1791            | Jérôme Lebrun                  |           |                                                                                 |
| novembre 1791                            | novembre 1792            | Louis Gangneux (ou Legangneux) |           |                                                                                 |
| décembre 1792                            | 1800                     | André Larousse                 |           |                                                                                 |
| 1800                                     | 1811                     | René Thomas Fauneau            |           |                                                                                 |
| 6 mai 1811                               | 22 mars 1813             | Louis Gangneux                 |           |                                                                                 |
| 22 mars 1813                             | 1er septembre 1830       | Noël Augustin Dumuys-Ravot     |           |                                                                                 |
| 11 septembre 1830                        | 19 septembre 1846        | Jules Dulong                   |           |                                                                                 |
| 19 septembre 1846                        | 9 août 1847              | Pierre François Oudet          |           |                                                                                 |
| 9 août 1847                              | 7 avril 1848             | Paulin Vignat                  |           |                                                                                 |
| 7 avril 1848                             | 27 décembre 1889 (décès) | Désiré Brouard                 |           |                                                                                 |
| 14 février 1890                          | 15 mai 1904              | Pierre-Émile Rossignol         |           |                                                                                 |
| 15 mai 1904                              | 16 mai 1908              | Paul Brouard                   |           |                                                                                 |
| 17 mai 1908                              | 18 mai 1912              | Jules Gatelier                 |           |                                                                                 |
| 19 mai 1912                              | 23 janvier 1937 (décès)  | Louis Gallouédec               |           |                                                                                 |
| 19 février 1937                          | octobre 1947             | Émile Bernon                   |           |                                                                                 |
| octobre 1947                             | mai 1963 (décès)         | Louis Petit                    |           |                                                                                 |
| juin 1963                                | mars 1971                | André Laurenceau               |           |                                                                                 |
| mars 1971                                | mars 1983                | Marcel Joriot                  | PS        | Conseiller général du canton de Saint-Jean-de-Braye (1973 → 1985)               |
| mars 1983                                | mars 2001                | Jean-Pierre Lapaire            | PS        | Maître de conférences Député de 1988 à 1993                                     |
| mars 2001                                | mars 2008                | Jacques Chevalier              | UMP       | Consultant                                                                      |
| mars 2008                                | octobre 2018 (démission) | David Thiberge                 | PS        | Fonctionnaire Conseiller général du canton de Saint-Jean-de-Braye (1998 → 2015) |
| octobre 2018                             | En cours                 | Vanessa Slimani,               | PS        | Profession intermédiaire de la santé et du travail social                       |

#### Démocratie participative
Six comités de quartier sont constitués depuis novembre 2008. Ils fonctionnent selon un régime associatif établi dans une charte, avec un bureau élu pour deux ans. Il existe également des ateliers de travail urbain et des États généraux sur des questions thématiques (par exemple l'éducation, États généraux achevés en janvier 2009). Les citoyens sont par ailleurs autorisés à assister à toutes les réunions du conseil municipal.

### Jumelages
- Pfullendorf (Allemagne) depuis 1987.
- Boussouma (Sanmatenga) (Burkina Faso) depuis 1991.
- March (Royaume-Uni) (Angleterre) depuis 1993.
- Tuchów (Pologne) depuis 2000. Jumelage suspendu depuis le 14 février 2020 en réaction à l'adoption par Tuchów du statut de "zone sans idéologie LGBT"[83],[84].
- Jumelage entre le collège Pierre-de-Coubertin de Saint-Jean-de-Braye et l'école générale Take Ionescu de Timisoara (Roumanie).

Créée en 1985, l'association Amitiés abraysiennes sans frontières coordonne les échanges entre Saint-Jean-de-Braye et les villes étrangères ayant établi des liens d'amitié (Roumanie, Québec, Maroc) ou de jumelage.

## Équipements et services publics

### Enseignement

Le lycée Jacques-Monod.

Le lycée Gaudier-Brzeska.

Saint-Jean-de-Braye est située dans l'académie d'Orléans-Tours et dans la circonscription d'Orléans-Est. La commune possède huit écoles maternelles, six écoles primaires, deux collèges et deux lycées.
- Lycées : Jacques-Monod[86], ouvert en 1989 ; Gaudier-Brzeska, lycée technique et professionnel ouvert en 1953 ;
- Collèges : Saint-Exupéry[87], ouvert en 1970 ; Pierre-de-Coubertin[88] ouvert en 1973 ;
- Écoles maternelles et élémentaires Louis-Gallouédec (ouverte en 1928 et nommée en 1957) ; Louis-Petit (ouverte en 1966) ; Jacques-Prévert (ouverte en 1977) ; Paul-Langevin (ouverte en 1973) ; Louise-Michel (ouverte en 1983) ;
- Écoles maternelles Anne-Frank (ouvertes en 1970) ; Courtil-Loison et Château-Foucher (ouvertes en 1976) ;
- École élémentaire Jean-Zay (construite en 1955[89]).

Un centre aéré ou centre de loisir sans hébergement (CLSH), la Godde, construit en 1969, ainsi que plusieurs centres sociaux, proposent des activités péri-scolaires. Une crèche est présente depuis 1972 en ce qui concerne la petite enfance.

### Santé
La commune a accueilli de 1986 à 2013 la polyclinique des Longues-Allées, notamment spécialisée dans la chirurgie de la main. Celle-ci a fusionné avec d'autres structures pour former l’hôpital privé Oréliance sur la commune de Saran.
Plusieurs pharmacies et cabinets médicaux sont également implantés, ainsi qu'un centre de planification (planning familial). Une maison de retraite a été ouverte en 1983. Un centre pour handicapés trisomiques accueille notamment des personnes en fin de vie.

### Gestion de l'eau

#### Eau potable
Le service public d’eau potable est une compétence obligatoire des communes depuis  l’adoption de la loi du 30 décembre 2006 sur l’eau et les milieux aquatiques. La commune assurait jusqu'au 1er janvier 2017, la production et la distribution de l'eau potable sur le territoire communal. La gestion de l’eau étant une compétence obligatoire des communautés urbaines et des métropoles, la communauté urbaine Orléans Métropole s'est substituée à la commune pour la mise en œuvre du service public d'eau potable lors de la transformation de la communauté d'agglomération Val de Loire en communauté urbaine le 1er janvier 2017, puis c'est la métropole Orléans Métropole le 1er mai 2017 qui a pris cette compétence. La ville de Saint-Jean-de-Braye est alimentée en eau potable par trois forages pompant l'eau dans la nappe souterraine des calcaires de Beauce : le forage Gradoux - rue de la République - F1, mis en service en 1963, le forage du Stade - F2, mis en service en 1971, et le forage rue de la Fosse-Belaude - F3, mis en service en 1980.

#### Eaux usées
La compétence assainissement, qui recouvre obligatoirement la collecte, le transport et l’épuration des eaux usées, l’élimination des boues produites, ainsi que le contrôle des raccordements aux réseaux publics de collecte, est assurée  depuis le 1er janvier 2002 par la Communauté de l'Agglomération Orléans Val de Loire, puis le 1er janvier 2017 par la communauté urbaine et enfin depuis le 1er mai 2017 par Orléans Métropole.
Depuis le 1er mai 2016, la CAO puis la métropole exploite en régie directe les réseaux et ouvrages d'assainissement de 10 communes du territoire métropolitain dont Saint-Jean-de-Braye et d'une partie d'Orléans. Le réseau comprend un réseau unitaire (eaux usées + eaux pluviales) de 5 475 ml, un réseau séparatif eaux usées de 63 742 ml et un réseau d'eaux pluviales de 61 472 ml. Sur la commune, on  compte 19 stations de relevage pour les eaux usées. Ces stations peuvent contenir de une à quatre pompes  dont les puissances peuvent varier de 1,3 kW à 140 kW (soit de 3 l/s à 450 l/s).
Un zonage d'assainissement, qui délimite les zones d'assainissement collectif, les zones d'assainissement non collectif et le zonage pluvial a été réalisé par l’AgglO et a été approuvé par  délibération du  conseil de communauté du 15 avril 2004.
La commune est raccordée à la station d'épuration de La Chapelle-Saint-Mesmin. Cet équipement, dont la capacité est de 350 000 EH, le plus important sur le territoire d'Orléans Métropole, a été mis en service le 1er juin 1997 et son exploitation est assurée depuis mai 2016 par Véolia.

### Gestion des déchets

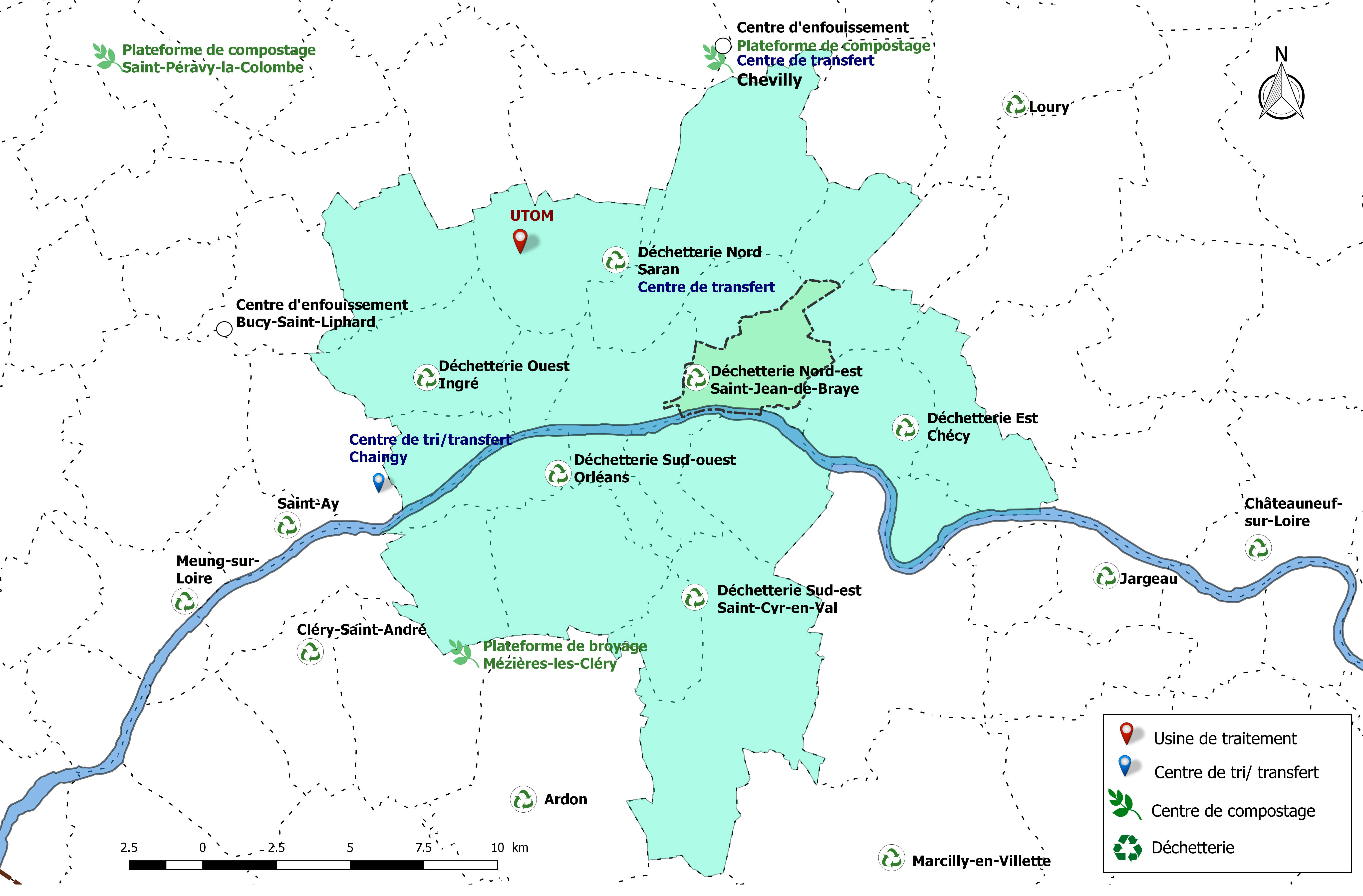
Sites de collecte, de traitement et de valorisation des déchets de la communauté urbaine d'Orléans Métropole, avec localisation de la commune de Saint-Jean-de-Braye.

La collecte, le traitement et la valorisation des déchets est une compétence exclusive de la communauté urbaine Orléans Métropole depuis 2000 (l'intercommunalité était alors communauté de communes). La collecte des déchets ménagers (résiduels et multimatériaux) est effectuée en porte-à-porte sur toutes les communes de la communauté urbaine. Un réseau de six déchèteries accueille les encombrants et autres déchets spécifiques (déchets verts, déchets dangereux, gravats, cartons…).
Une unité de traitement permettant la valorisation énergétique (l’incinération des déchets ménagers résiduels) et la valorisation matière des autres déchets (corps creux, corps plats et multimatériaux) est en service sur la commune de Saran depuis 1996. Elle est exploitée par la société ORVADE, filiale du groupe Veolia.

## Population et société

### Démographie
L'évolution du nombre d'habitants est connue à travers les recensements de la population effectués dans la commune depuis 1793. Pour les communes de plus de 10 000 habitants les recensements ont lieu chaque année à la suite d'une enquête par sondage auprès d'un échantillon d'adresses représentant 8 % de leurs logements, contrairement aux autres communes qui ont un recensement réel tous les cinq ans,.
En 2022, la commune comptait 22 088 habitants, en évolution de +8,4 % par rapport à 2016 (Loiret : +1,89 %, France hors Mayotte : +2,11 %).
En 2009, Saint-Jean-de-Braye était la quatrième commune la plus peuplée du département.
| 1793 | 1800  | 1806  | 1821  | 1831  | 1836  | 1841  | 1846  | 1851  |
| ---- | ----- | ----- | ----- | ----- | ----- | ----- | ----- | ----- |
| 880  | 1 114 | 1 095 | 1 089 | 1 269 | 1 287 | 2 304 | 2 306 | 1 404 |

| 1856  | 1861  | 1866  | 1872  | 1876  | 1881  | 1886  | 1891  | 1896  |
| ----- | ----- | ----- | ----- | ----- | ----- | ----- | ----- | ----- |
| 1 507 | 1 568 | 1 648 | 1 740 | 1 877 | 1 905 | 1 962 | 1 911 | 1 985 |

| 1901  | 1906  | 1911  | 1921  | 1926  | 1931  | 1936  | 1946  | 1954  |
| ----- | ----- | ----- | ----- | ----- | ----- | ----- | ----- | ----- |
| 1 858 | 1 852 | 1 994 | 2 012 | 2 207 | 2 635 | 2 642 | 3 577 | 4 146 |

| 1962  | 1968  | 1975   | 1982   | 1990   | 1999   | 2006   | 2011   | 2016   |
| ----- | ----- | ------ | ------ | ------ | ------ | ------ | ------ | ------ |
| 6 619 | 7 601 | 12 120 | 13 318 | 16 387 | 17 758 | 18 692 | 19 257 | 20 376 |

| 2021   | 2022   | - | - | - | - | - | - | - |
| ------ | ------ | - | - | - | - | - | - | - |
| 21 700 | 22 088 | - | - | - | - | - | - | - |

### Manifestations culturelles et festivités
- La fête de l'Atelier, en juin, rassemble les élèves des écoles de Saint-Jean-de-Braye, mais aussi les parents et habitants, autour d'un spectacle théâtral et pyrotechnique. À cette occasion, les œuvres des enfants réalisées dans l'année sont exposées dans différents lieux de la commune (médiathèque, château des longues allées, commerces…) ;
- Festival L'Embrayage, tous les 2 ans en juin, parc des Longues Allées (musique, théâtre)
- Le feu d'artifice du 14-Juillet a souvent lieu au bord de la Loire ;
- Festival Urbraye qui a lieu en alternance avec le festival L'Embrayage sur la plaine du Pont Bordeau, dédié aux cultures urbaines.
- Le forum des associations a lieu chaque année en septembre. Chaque association peut présenter ses activités ou réaliser des animations ;
- Le salon régional du Chrysanthème a lieu chaque année à l'automne ;
- Le marché se tient tous les vendredis après-midi sur la place du Marché et tous les dimanches matin en centre-ville.

### Vie sportive
Saint-Jean-de-Braye a vu régulièrement des sportifs monter au niveau national en judo, gymnastique, badminton ou volley-ball. En gymnastique artistique féminine, l'AS Tamaris a été le premier club de région Centre-Val de Loire à atteindre l'élite nationale (Division Nationale 1). L'Orléans Loiret Basket, club de basket-ball professionnel créé en 1993, réunit les villes de Saint-Jean-de-Braye, Fleury-les-Aubrais et Orléans, et évolue depuis plusieurs années au plus haut niveau national. La commune dispose d'une halle des sports, de trois complexes sportifs associés aux deux collèges et au lycée, d'un terrain de football, terrain de rugby, d'une piscine, de courts de tennis et de terrains de pétanque. Par ailleurs, plusieurs écoles sont également associées à des équipements sportifs (dojo, terrain extérieur multisport, complexe sportif avec mur d'escalade et salle de boxe). La ville compte de nombreuses associations sportives, notamment la société municipale omnisports culturelle (SMOC), créée en 1972, qui compte 4 100 adhérents répartis en 23 sections et associations (gymnastique volontaire, football, judo, randonnée pédestre, natation, wushu…).

### Cultes
Il existe sur la commune un temple protestant, l'église Saint-Jean-Baptiste, une aumônerie catholique et une mosquée.

## Économie

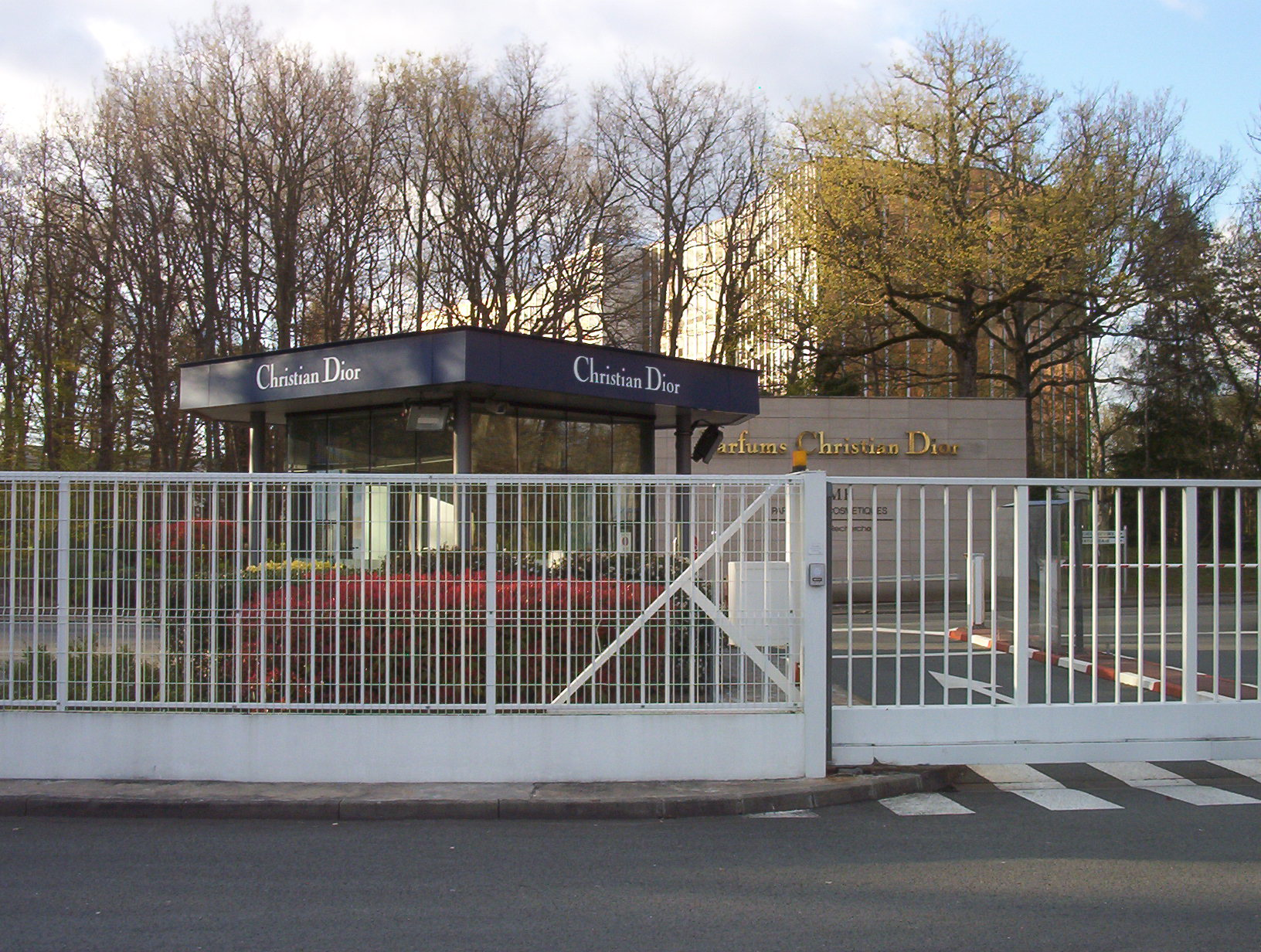
L'entrée de Dior à Saint-Jean-de-Braye.

Anciennement viticole, puis maraîchère, son économie est désormais essentiellement tertiaire. Saint-Jean-de-Braye compte environ 10 000 employés.
Les industries sont réparties en deux parcs d'activité et zones industrielles :
1. Le parc technologique d'Orléans-Charbonnière, qui accueille notamment les parfums Christian Dior depuis 1973, avec près de 1 350 salariés en 2005. Dior est un des premiers employeurs de l’agglomération, et une des premières entreprises du Loiret. Le pôle de cosmétique est le premier pôle régional en France dans ce domaine. À noter également, la présence du siège régional du Crédit agricole sur le site Coquille - Charbonnière.
2. Une zone industrielle ouverte en 1972 et implantée à proximité immédiate d'Orléans et de la route départementale 2060 (dite tangentielle). Elle est composée du parc d'activité des Châtelliers pour 20 ha (réservoirs d'hydrocarbures) et du parc Archimède pour 120 ha. En 2004, plus de 140 entreprises étaient présentes sur ce parc. Les Ateliers de constructions Électriques d'Orléans (ACEO), ancienne usine d'Ambert créée en 1917, produisent des alternateurs de 3 à 60 tonnes, et 85 % de la production est exportée au niveau mondial. Après plusieurs plans de licenciements, l'entreprise a reçu l'aide de la commune en 1989 et s'était modernisée depuis[89].

Itinérante à sa création en 1715 puis installée sur la commune, la fonderie Bollée exporte ses cloches et carillons dans le monde entier.
Par ailleurs, le centre-ville comporte de nombreux commerces et services de proximité (notamment plusieurs banques). Plusieurs hôtels sont implantés en centre-ville et dans le parc technologique de Charbonnière.
Le taux de chômage était de 8,7 % en 1999, contre 12,8 % en France à la même date. L'arche abraysienne (maison de l'économie, de l'emploi et de la formation) offre un accompagnement aux demandeurs d'emploi et travaille également avec les entreprises.
On recensait, en 1999, 8 321 actifs ayant un emploi, dont 4 236 hommes et 4 085 femmes. Parmi eux, 2 629 travaillaient dans Saint-Jean-de-Braye même (soit 31,6 %), 4 593 dans la même aire urbaine, 5 326 ailleurs dans le département et 366 dans des départements différents.

## Culture locale et patrimoine

### Lieux et monuments

#### Monuments
- L'église Saint-Jean-Baptiste, construite au XIIe siècle, entre 1143 et 1147, est de style gothique. Elle a été classée monument historique le 18 octobre 1910[115]. L'architecture est un mélange d'arcs en plein cintre et d'ogives. Une chapelle est dédiée à saint Vincent, patron des vignerons.
- Une éolienne Bollée, datant de 1872, est classée aux monuments historiques depuis 1993. Elle est située dans la cour de la fonderie. Elle servait en tant que pompe à eau et a été endommagée par la tempête de décembre 1999. Elle a été rénovée fin 2009[116].
- Le château de Charbonnière, construit entre 1895 et 1900 pour un parfumeur, a été racheté par la commune d'Orléans : lieu d'expositions occasionnelles, il est entouré d'un grand parc (pelouses et forêt) ; il remplace un château plus ancien.
- Le château du Clos-de-Saint-Loup (prolongé par une chapelle romane), entouré d'un parc privé de 8 ha, est inscrit par un arrêté de 1975 au titre de la loi du 2 mai 1930[117]. Le parc se compose d'alignements de tilleuls à l'est, de cèdres et de boisements plus ou moins dense à l'ouest. Il offre une très belle vue sur la Loire et le canal au sud.
- Le château de Coquille (ou grande Coquille), est entouré d'un vaste parc privé en forme de coquille dont les plans ont été dessinés par André Le Nôtre au XVIIe siècle.
- Le château de Miramion du XVIIe siècle, agrandi au XVIIIe siècle, a lui aussi des jardins privés dessinés par Le Nôtre. Il est situé au nord du centre-ville, dans le quartier Vomimbert.
- Le château de la Fosse Belaude, date pour l'essentiel du XVIIe siècle. Une chapelle du XVe siècle a été conservée. Le Nôtre a possédé ce manoir et en a dessiné les jardins.
- Le château de la motte Saint Euverte, situé à l'extrémité est de la commune au bord de la Bionne, date probablement du XVIIe siècle.
- Le Conservatoire national du chrysanthème a été fondé en 1990. 500 m² de serres sont ouvertes au public[118].
- Une stèle à la mémoire de Jean et Alice Pelletier, résistants abraysiens, a été inaugurée en 2008 dans le quartier des Armenault.

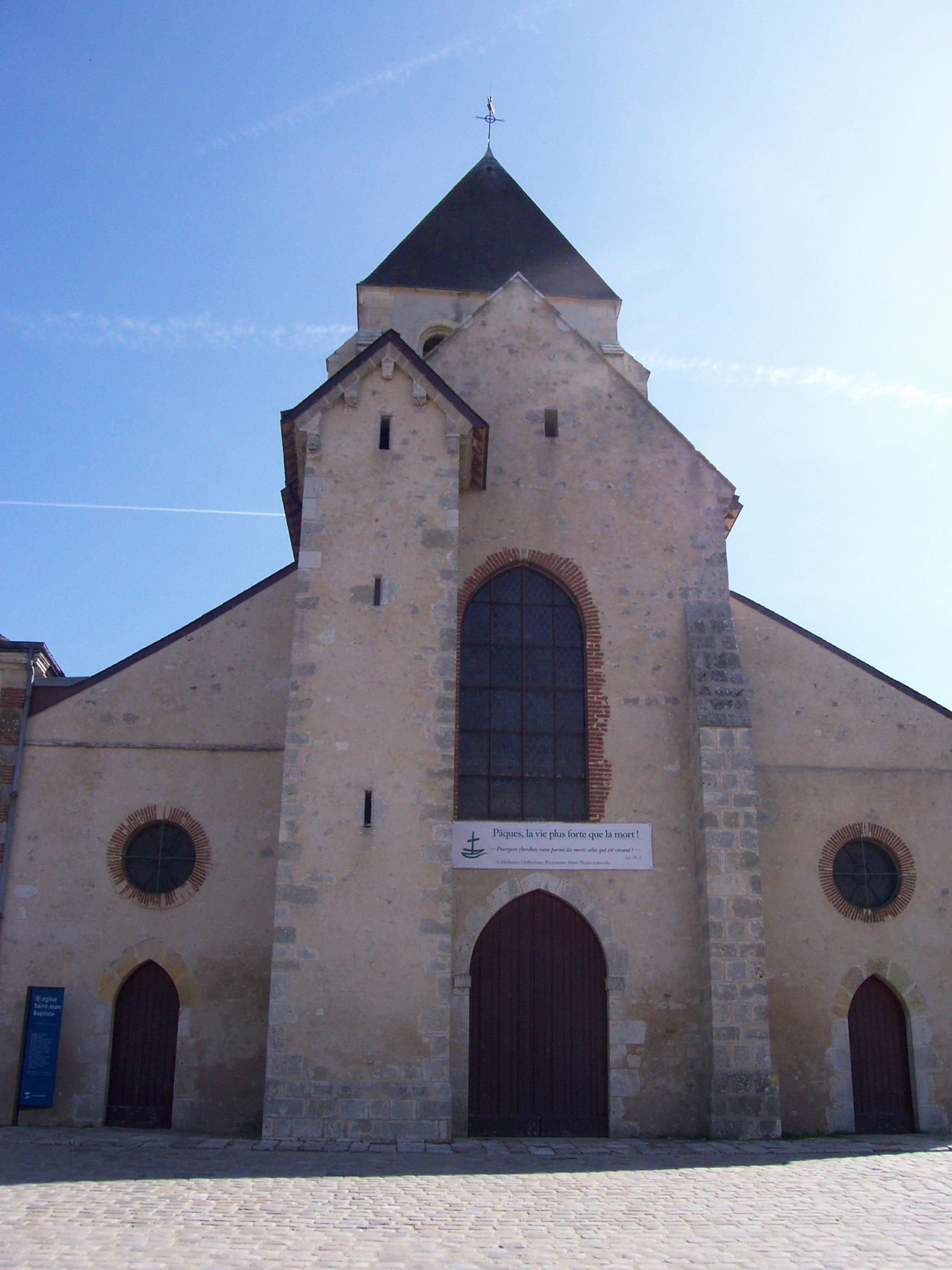
Façade de l'église Saint-Jean-Baptiste, Saint-Jean-de-Braye, avril 2010.
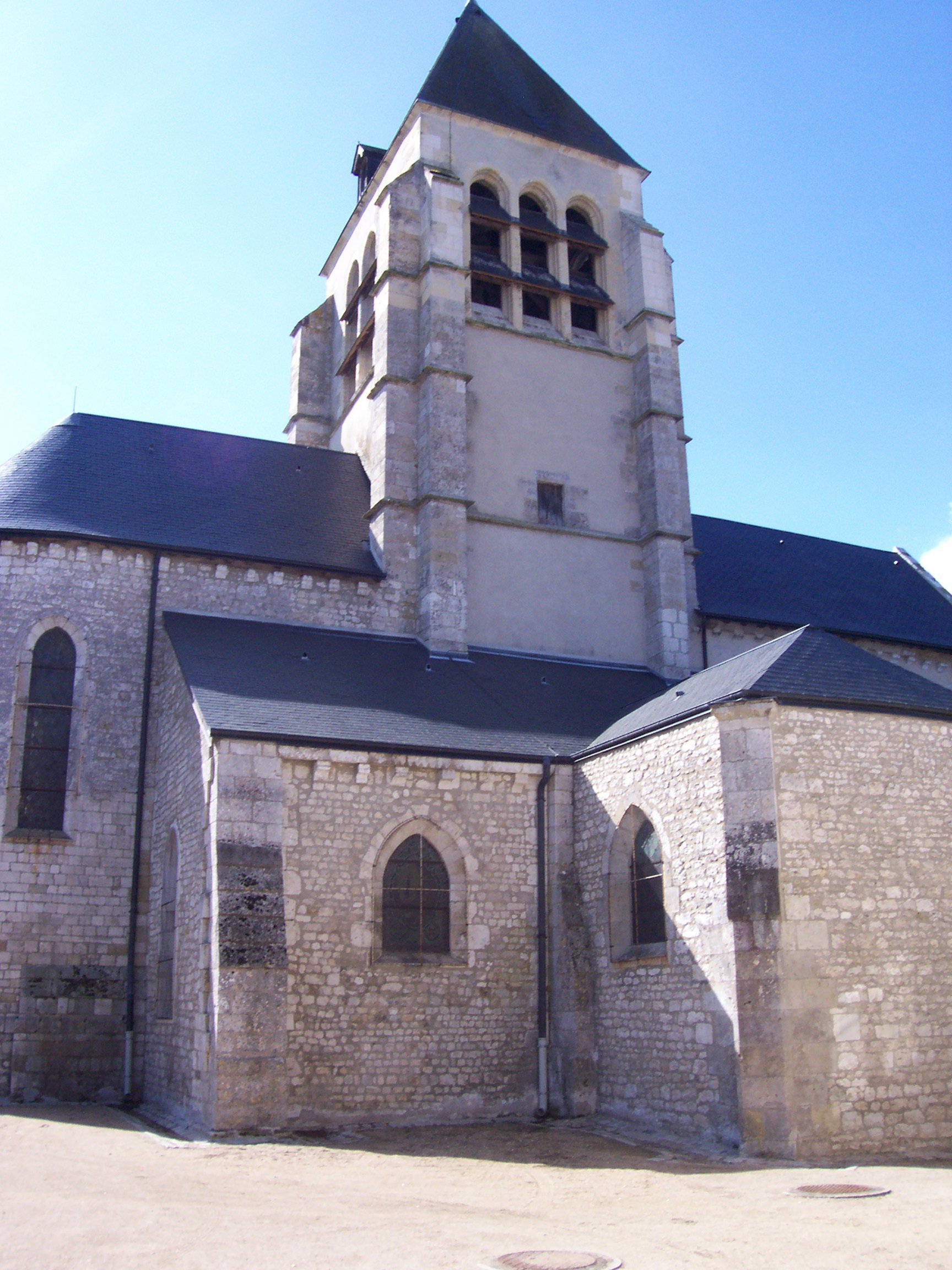
Église Saint-Jean-Baptiste (côté nord), Saint-Jean-de-Braye, avril 2010.
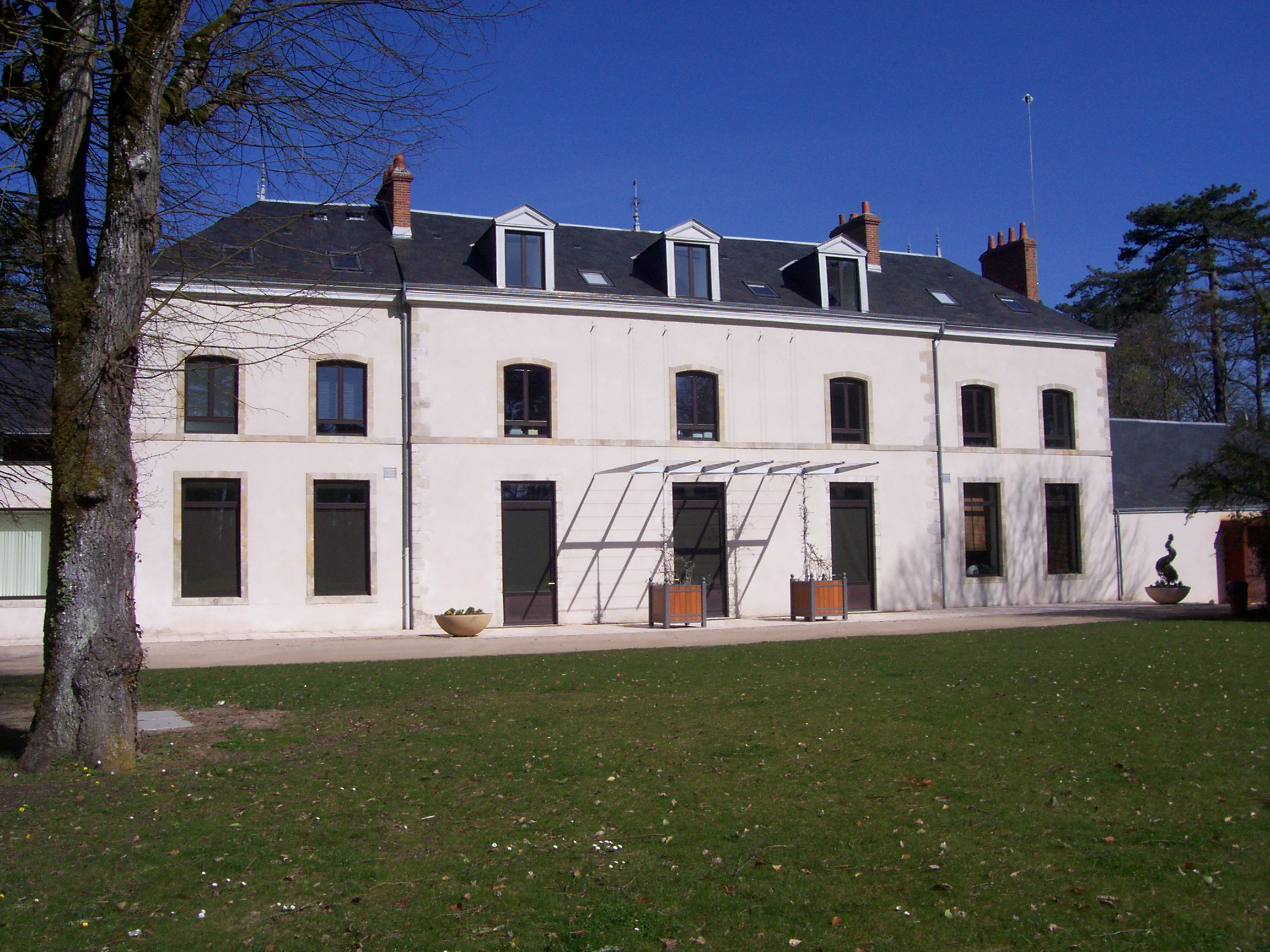
Façade du château des Longues Allées, Saint-Jean-de-Braye, avril 2010.
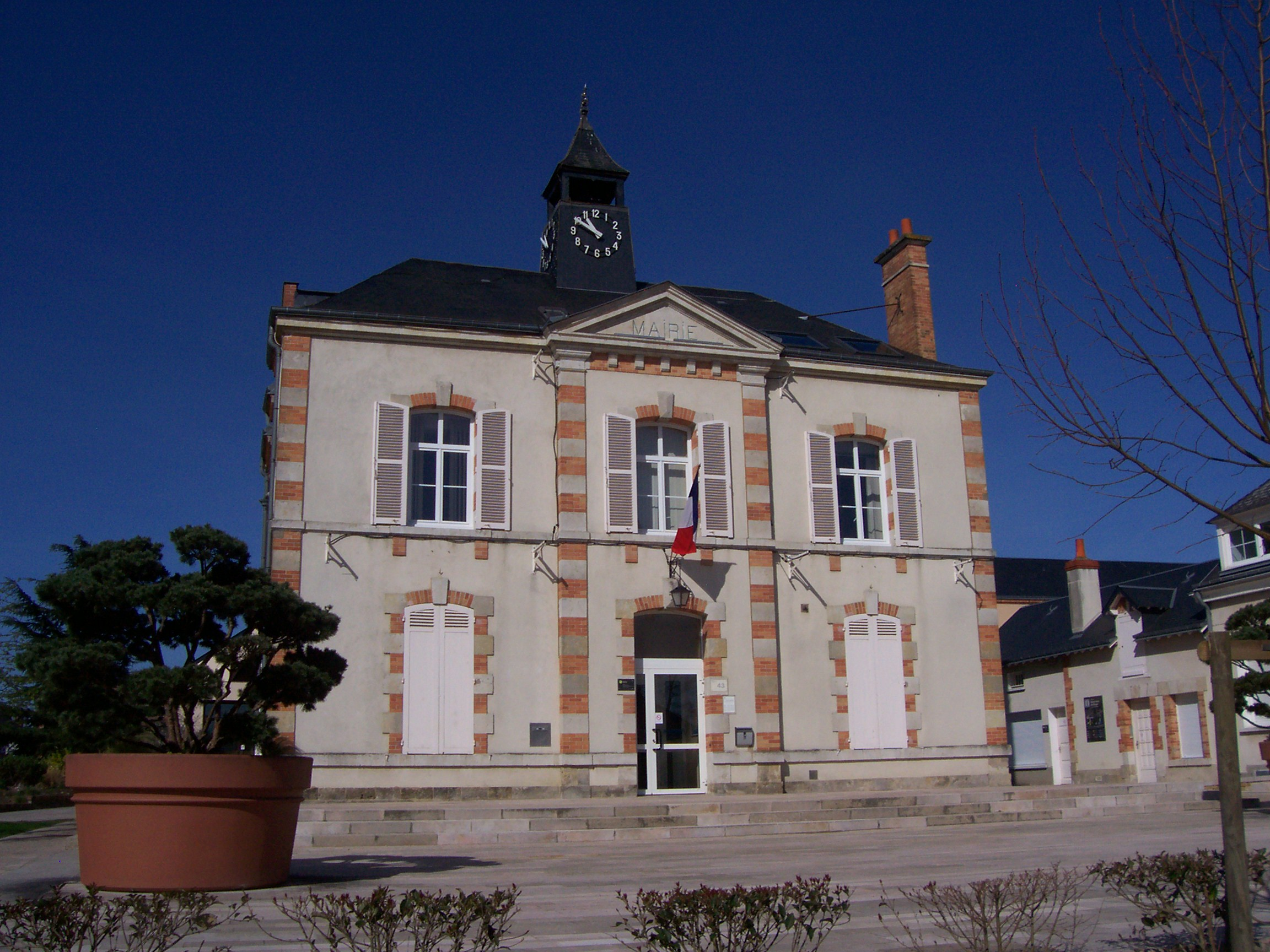
Façade de la mairie, Saint-Jean-de-Braye, avril 2010.

#### Cadre de vie et espaces verts
La ville est Ville fleurie avec deux fleurs, attribuées par le Concours des villes et villages fleuris en 2007. En plus de ses espaces naturels (Loire et forêt de Charbonière), différents parcs, jardins publics et aires de jeux verdissent la ville pour une surface totale d'espaces verts d'environ 65 hectares. En 2010, une gestion différenciée de ces espaces est mise en place progressivement.
Le parc des Longues-Allées, associé au château des Longues-Allées, a été ouvert au public en 1978. Il est composé de massifs horticoles et d'allées sableuses à l'avant du château, dans un environnement forestier. Cela constitue la première entrée. La deuxième entrée se fait par l'école de musique, et permet d'accéder à une aire de jeux pour enfant et à des zones semi-naturelles à l'arrière. Sur le côté de l'aire de jeu, un grand arbre, qui devait être abattu, a été sculpté par un sculpteur burkinabé, pour symboliser l'amitié liée au jumelage avec Boussouma.
Le jardin de la mairie relie la Médiathèque, la mairie, et les commerces du centre-ville. Il se compose de plusieurs bassins d'eau, d'une pelouse et d'une promenade sous les rosiers. Il est agrémenté par plusieurs œuvres d'art (mur de céramiques égyptiennes, sculpture de vitraux…) réalisées par les écoles de Saint-Jean-de-Braye avec l'association l'Atelier.
Le nouveau cimetière, nommé cimetière de Frédeville, est paysager. On y retrouve des ambiances forestières ainsi qu'un jardin asiatique pour la dispersion des cendres.
Parmi les plantations d'arbres d'alignement, on peut noter la présence d'une dizaine de Ginkgo Biloba sur la place du Marché.

### Sites et paysages remarquables

#### Patrimoine mondial de l'Unesco
Le 30 novembre 2000, le Val de Loire, dans son cours moyen de Sully-sur-Loire (Loiret) à Chalonnes-sur-Loire (Maine-et-Loire), est inscrit sur la Liste du patrimoine mondial de l'organisation des Nations unies pour l'éducation, la science et la culture (UNESCO) comme « paysage culturel ». Cette inscription reconnaît au site une « valeur universelle exceptionnelle » fondée sur la densité de son patrimoine monumental, architectural et urbain, l'intérêt du paysage fluvial et la qualité exceptionnelle d’expressions paysagères héritées de la Renaissance et du Siècle des Lumières. Toute altération de la V.U.E. est considérée comme une perte pour la mémoire de l’Humanité.
Le préfet de la région Centre, préfet coordonnateur, approuve le plan de gestion pour le Val de Loire patrimoine mondial par arrêté en date du 15 novembre 2012. Trente-cinq communes du Loiret sont concernées, dont Saint-Jean-de-Braye qui a une frange de son territoire inscrite et le reste en zone tampon.

#### Site classé
Le site dénommé « site de Combleux » » est classé au titre de la loi du 2 mai 1930 depuis un arrêté du 14 octobre 1988. D'une superficie totale de 285 hectares, il concerne les communes de Combleux, Saint-Jean-de-Braye, Chécy, Saint-Denis-en-Val, Saint-Jean-le-Blanc et Orléans. Il est considéré comme le plus riche sur le plan  paysager de l'agglomération orléanaise, au cœur de la coulée verte qui traverse d'est en ouest l'aire du schéma directeur d'aménagement et d'urbanisme d'Orléans.

### Équipements culturels
- Le château des Longues-Allées, entièrement réhabilité en 2005, dispose d'un théâtre, d'une école de musique et d'une salle d'exposition. L'école de musique, créée en 1963, était initialement répartie entre l'école Jean-Zay et le sous-sol de la mairie. Elle a été transférée en 1976[89].
- La Médiathèque construite en 1989 pour tout l'est-orléanais, propose des CD, livres, films et logiciels, mais également des expositions.
- La Fonderie de cloches Bollée, installée depuis 1838, a fondu quelques cloches prestigieuses (Ottawa, basilique de Yamoussoukro…), et abrite actuellement un musée campanaire depuis 1992[123].

### Associations culturelles
- L'association l'Atelier, créée en 1988, fait découvrir l'art aux enfants des écoles maternelles et primaires, en partenariat avec différents musées parisiens, et expose les œuvres des enfants dans la ville[124].
- Le Comité des Sages de Saint-Jean-de-Braye comprend notamment un groupe sur l'histoire locale.
- La compagnie théâtrale Clin d'Œil a été créée en 1986[125].
- La compagnie professionnelle « Ô » de théâtre, marionnettes, formes animées, a été créée en 1998[125].
- L'harmonie de Saint-Jean-de-Braye a été créé en 1859[126].

### Saint-Jean-de-Braye et le cinéma
Sa gare a été, en 2009, le lieu de tournage de plusieurs scènes du film Elle s'appelait Sarah de Gilles Paquet-Brenner.

### Personnalités liées à la commune
- Saint Loup, évêque de Sens, y est né en 573. Une abbaye y est créée pour en abriter ses restes.
- André Le Nôtre (1645 - 1700), jardinier du roi Louis XIV, a possédé le manoir de la Fosse Belaude. Il a dessiné les plans des jardins de Miramion et du parc du château de la Coquille[89].
- Charles Auguste d'Allonville de Louville (1664-1731), militaire au service du roi, est mort à Saint-Jean-de-Braye.
- Jacques d'Allonville (1671-1732), officier du roi, astronome et mathématicien, est mort à Saint-Jean-de-Braye.
- Le général Langeron (1772-1858) est mort en son château de Miramion, à Saint-Jean-de-Braye.
- Jean-Michel Coulon[128] (1920-2014), peintre abstrait qui a habité Saint-Jean-de-Braye de 1953 à 1966 et dont l'atelier a brûlé en 1955.
- Arthur Hubbard (1827-1882), avocat et homme politique français, est né à Saint-Jean-de-Braye.
- Louis Gallouédec (1864-1937), géographe et auteur de nombreux manuels scolaires, fut maire de la ville de 1912 à 1937 et conseiller général du canton d'Orléans-Est de 1907 à 1937, puis président du conseil général du Loiret de 1933 à 1936.
- Henri Gaudier-Brzeska, sculpteur et anarchiste, est né à Saint-Jean-de-Braye en 1891 et mort au combat en 1915.
- Norbert Dufourcq (1904-1990), organiste et musicologue, est né à Saint-Jean-de-Braye.
- Arnaud de Saxcé (1919-1945), pilote de chasse français de la Seconde Guerre mondiale, est né à Saint-Jean-de-Braye.
- Athanase René Merault de Bizy (1744-1835), prêtre réfractaire à la Révolution, il se réfugie à Saint-Jean-de-Braye en 1796. Devenu supérieur du séminaire d'Orléans en 1805, il fera don à la paroisse de deux de ses propriétés situées sur la commune de Saint-Jean-de-Braye : la Pomme de Pin et les Tamaris.
- Albert Guyot[129] (1881-1947), coureur automobile, notamment sur Delage, et aviateur, né à Saint-Jean-de-Braye.
- Paul Archambault (1883-1950), écrivain et philosophe, réside dans la propriété familiale à la fin de sa vie et est inhumé dans le cimetière communal.
- Thomas Cornely (1991), joueur français de basket-ball, y est né.
- Patrice Romain, écrivain né en 1960, est principal du collège Pierre-de-Coubertin de Saint-Jean-de-Braye.
- Timothé Crusol (2001), joueur de basket-ball en Équipe de France U17, U20, au CSP Limoges et maintenant à l'Orléans Loiret Basket, y est né et a évolué au sein du club de la ville : l'ABC Saint-Jean-de-Braye.
- Clélia Compas, née à Saint-Jean-de-Braye, entrepreneuse sociale, chercheuse, et activiste humanitaire. Fondatrice de l’association YAMBI et cofondatrice du Corridor Citoyen.
- Yorssy, rappeur découvert dans l'émission Nouvelle École sur Netflix y est né[130].
- Noa Essengue (2006), basketteur français évoluant aux Chicago Bulls a vécu et a commencé sa carrière au sein du club de la ville : l'ABC Saint-Jean-de-Braye[131].

### Héraldique
| Blason de Saint-Jean-de-Braye | Les armes de Saint-Jean-de-Braye se blasonnent ainsi : D'azur à la porte d'enceinte fortifiée avec ses entremurs d'argent ajourés et maçonnés de sable ouverte de gueules le tout posé sur des ondes du même mouvant de la pointe ; l'ouverture chargé d'un agneau pascal la tête contournée d'argent nimbé d'or tenant une croix haute pommetée de sable à laquelle est appendue une bannière d'argent à la croisette de gueules ; la porte crénelée sommée d'un avant-bras issant d'argent tenant une épée en pal du même à la garde d'or, la pointe férue en une couronne royale ouverte aussi d'or et accostée de deux fleurs de lys du même. |